# Tabakpfeife

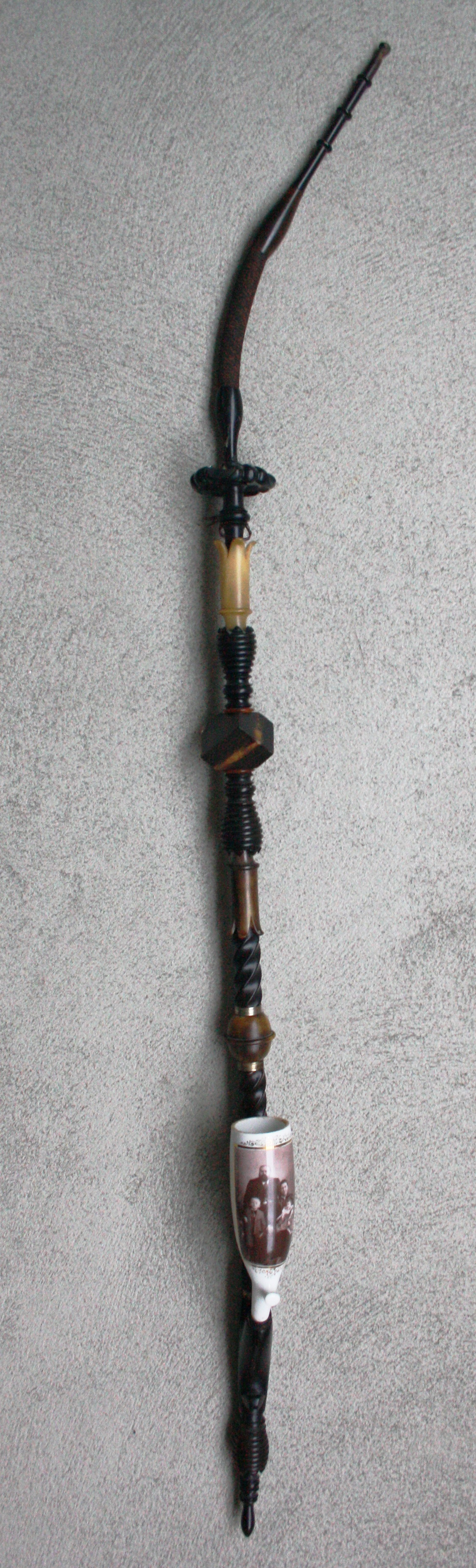
Pfeife aus München, hergestellt vor 1900

Die Tabakpfeife (mitunter auch Tabakspfeife oder kurz auch einfach Pfeife) ist ein Rauchinstrument, in dem in einer Brennkammer Tabak verglimmt und der dabei entstehende Rauch durch ein Mundstück abgegeben wird. Die Tabakspfeife ist fast so lange bekannt wie das Tabakrauchen selbst und Bestandteil vieler nord- und südamerikanischer Kulturen. Das Pfeifenrauchen war neben dem Tabakschnupfen und dem Tabakkauen bis zum Ende des 19. Jahrhunderts die verbreitetste Art, Tabak zu konsumieren. Seither sind Tabakspfeifen und Pfeifenraucher durch die Verbreitung von Zigaretten und Zigarren zunächst in den Hintergrund gerückt.

## Geschichte
Die Datierung der ältesten europäischen Pfeifenfunde ist seit dem 19. Jahrhundert immer wieder Gegenstand harter fachlicher Diskussionen. Ob ein Objekt aus Bad Abbach, Niederbayern, aus der mittleren Bronzezeit (1600–1300 v. Chr.) tatsächlich eine Pfeife zum Rauchen ist, darf stark bezweifelt werden. Da Tabak als neuweltliche Pflanze im damaligen Europa nicht vorkam, wird angenommen, dass hiermit vermutlich Obst, getrocknete Kräuter oder Hanf geraucht wurden. Grundsätzlich besteht unter Tonpfeifenforschern momentan kein Zweifel daran, dass die ältesten zum Rauchen von Tabak genutzten Pfeifen im späten 16. Jahrhundert in England gefertigt wurden.

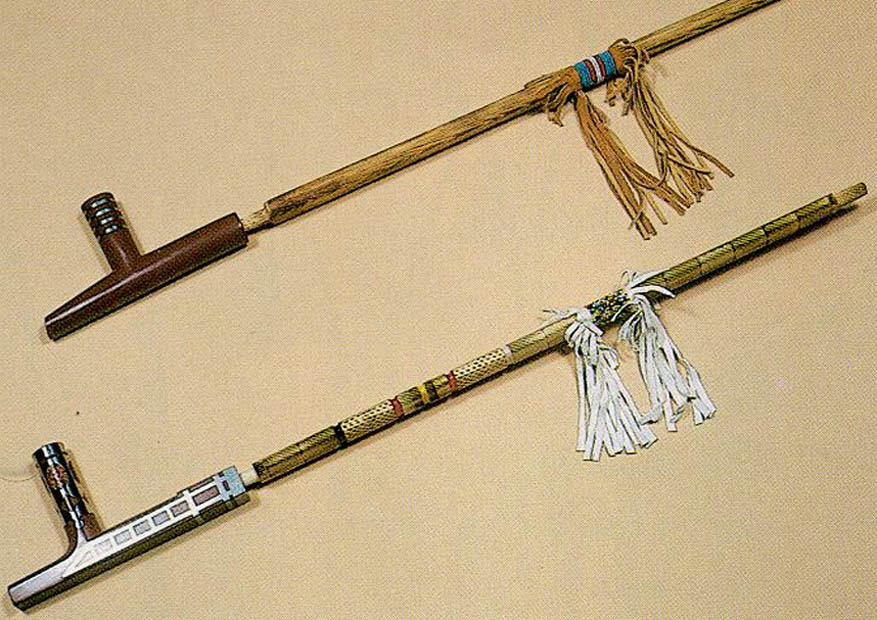
Pfeifen nordamerikanischer Siedler, deren Aussehen sie von der indigenen Bevölkerung übernahmen

Der älteste bekannte Fund einer Pfeife, die definitiv zum Tabakrauchen genutzt wurde, stammt von der Insel Marajó an der Amazonas-Mündung. Sie wurde auf die Zeit des 15. Jahrhunderts v. Chr. datiert. Pfeifenähnliche Gegenstände waren zu jener Zeit auch im Nahen Osten bekannt, wo mit ihnen wahrscheinlich Hanf oder Opium konsumiert wurde.
In der Zeit vor Christoph Kolumbus war das Pfeifenrauchen im gesamten nördlichen Amerika bekannt, lediglich die Inuit sollen diese Sitte erst 100 Jahre nach Kolumbus übernommen haben. Meistens wurden die damaligen Pfeifen aus Holz, Horn, Catlinitstein oder Keramik hergestellt. Der spanische Mönch Román Pané, der Kolumbus auf seiner zweiten Reise begleitete, beschrieb 1496 die zweizackige Tabakspfeife, die er bei den Bewohnern von Santo Domingo gesehen hatte.
Die Friedenspfeife (Lakota Chanunpa Wakan) ist noch heute ein bekanntes und gebräuchliches Symbol für eine Streitschlichtung. Die Friedenspfeife wurde früher „heilige Pfeife“ genannt und diente mehreren indianischen Ethnien, wie zum Beispiel den Lakota-Indianern, zum Gebet. Die „heilige Pfeife“ wurde auch zu Friedensabschlüssen, zur „Besiegelung“ von Freundschaften und während des Abschlusses von Verhandlungen, Geschäften und Verträgen geraucht. Daher prägten die weißen Siedler, die in diesen Zusammenhängen mit dem Ritual in Berührung kamen, den Begriff „Friedenspfeife“.
Seit durch den kulturellen Austausch mit den Indianern zusammen mit dem Tabak auch die Tabakspfeife aus der Neuen Welt nach Europa kam, haben sich bis heute vielfältige technische Variationen in der Pfeifenherstellung ergeben. Grundsätzlich muss man zwischen Tonpfeifen, Metallpfeifen und Holzpfeifen unterscheiden. Für letztere verwendete man seit dem Ende des 19. Jahrhunderts auch Bruyèreholz zur Herstellung und seit dem 20. Jahrhundert Maschinen für die Massenherstellung günstigerer Pfeifen.
Zur Herstellung von Tonpfeifen bediente man sich in verschiedenen Regionen Europas verschiedener Methoden. Hochwertige Pfeifen wurden in zweiteiligen Metallmodeln ausgeformt, einfachere Pfeifen konnten auch von Hand gerollt werden. Es gibt auch Pfeifenmodelle, die ganz oder teilweise auf der Töpferscheibe gedreht oder aus zwei Teilen zusammengesetzt wurden.

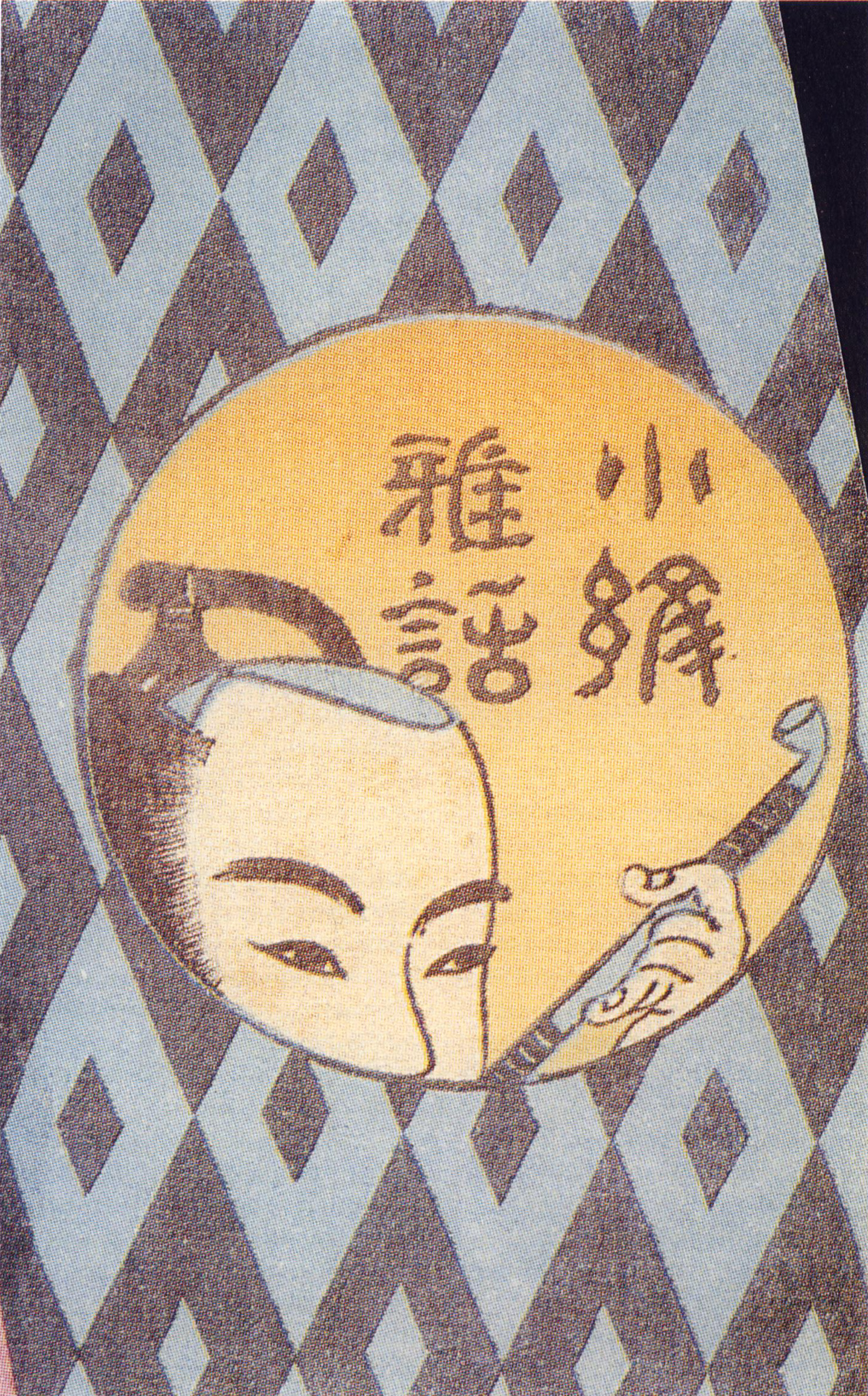
Kiseru, eine japanische Kleinpfeife. Abbildung aus dem Roman Komon gawa von Santō Kyōden, 1790

Die typische Pfeifenform hat sich im Gegensatz zu den langen, dünnen Pfeifen der amerikanischen Ureinwohner stark verändert. Die Tabakspfeife wurde kürzer und kleiner, bekam einen größeren Kopf, einen kürzeren Holm und ein gebogenes Mundstück. Die heute bekannte Tabakspfeifenform wird erst seit dem 18. Jahrhundert verwendet.
Die amerikanischen und europäischen Tonpfeifen blieben bis zum Beginn des 19. Jahrhunderts das gebräuchlichste Rauchinstrument für Tabak und können durch die auf ihnen angebrachten Marken oder Aufschriften sehr exakt datiert werden. So können Tonpfeifen innerhalb einer archäologischen Grabung eine gute Datierungshilfe sein.
In den Niederlanden (vor allem die Stadt Gouda ist hierfür bekannt) wurden bis etwa zum Jahr 1900 lange, schmale Tonpfeifen geraucht. Auf den Gemälden Jan Steens, Jan Vermeers und anderer Meister aus dem 17. Jahrhundert sind sie oft abgebildet. Die Abbildung einer Pfeife hatte oft eine moralisierende Bedeutung. Sie galt, wie der Weinbecher und die Seifenblase, als Sinnbild der Unmäßigkeit oder der Eitelkeit.
Im Notenbüchlein für Anna Magdalena Bach findet sich ein Loblied Johann Sebastian Bachs auf seine „Tobackspfeife“, in der er sich selbst mit dieser identifiziert und vergleicht.
Von vielen Leuten (u. a. von J. R. R. Tolkien) wird das Pfeifenrauchen, im Gegensatz zum Zigaretten- oder Zigarrenrauchen, als eine „Kunst“ bezeichnet, da das erfolgreiche Rauchen einer Pfeife dem Raucher ein nicht zu unterschätzendes Maß an Können und vor allem Erfahrung abverlange.
Nachdem in vielen Dörfern ganze Häuserreihen abbrannten, wurden im 18. Jahrhundert unter Pfalzgraf Karl IV. der Verhütung eines Feuerbrandes dienende strenge Anordnungen erlassen, in denen auch der vorschriftsmäßige Gebrauch einer Tabakspfeife geregelt war.

## Aufbau

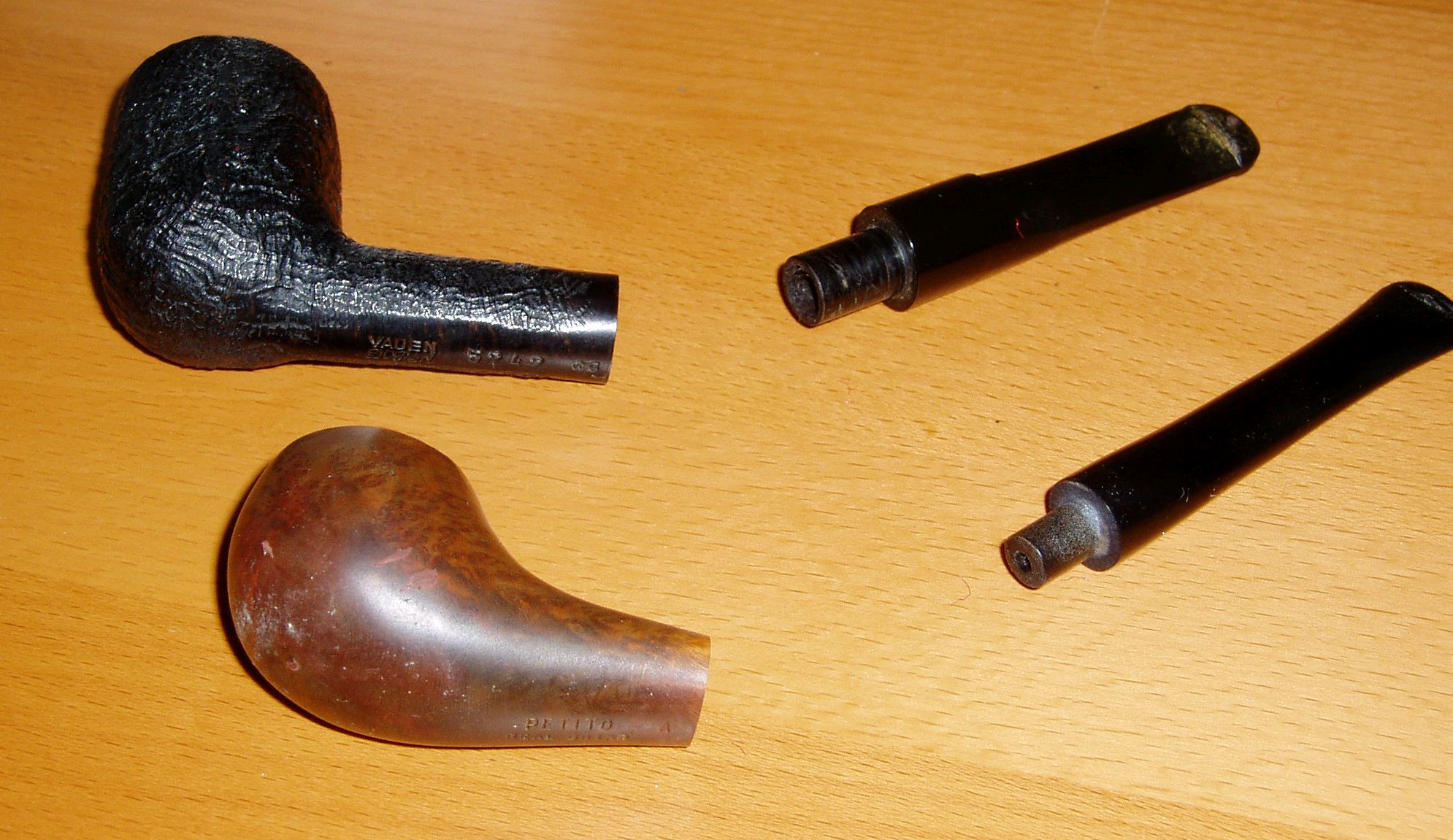
Pfeife oben mit Bohrung für 9-mm-Filter, unten mit Normalbohrung

Eine Tabakspfeife besteht meistens aus einer Kammer zur Verbrennung des Tabaks und einem Holm, der vom Pfeifenkopf aus im Mundstück endet. Das Mundstück wurde früher aus Naturkautschuk (Ebonit) gefertigt, besteht heutzutage aber meistens aus hitzebeständigem Acryl und wird in den Holm eingesteckt. Ebonitmundstücke haben den Vorteil, dass ihr Biss weicher ist. Ihr entscheidender Nachteil ist aber, dass sie sich im Laufe der Zeit durch Oxidation grünlich verfärben und dann unangenehm schmecken. Um dieses zu verhindern, müssen sie oft gereinigt und poliert werden. Verschiedentlich wird der Zapfen, der Teil des Mundstückes, der in den Pfeifenkopf gesteckt wird, aus Teflon gefertigt. Manche Pfeifen, hauptsächlich solche mit Porzellankopf, verfügen über einen sog. Saftsack. Das ist ein Hohlkörper aus Porzellan, seltener auch aus Holz, der zwischen Pfeifenkopf und Rauchrohr eingesetzt wird und dazu dient, Kondensflüssigkeit und Speichel aufzufangen.
Der Pfeifenholm ist oft so gearbeitet, dass zwischen Kopf und Holm ein Filter eingesetzt werden kann. In Deutschland ist dieses System mit einer Auslegung für Filter mit einem Durchmesser von 9 mm vorherrschend. Populärster Filterstoff ist dabei Aktivkohle. Jedoch sind auch filterlose Pfeifen oder Pfeifen mit anderen Filterformaten erhältlich. In vielen ausländischen Regionen und Staaten ist nur ein einziges bestimmtes Pfeifenformat erhältlich.
Des Weiteren gibt es einige wenige Hersteller, die Spezialfilter für eigentlich filterlose Pfeifen herstellen. Diese Filter sind je nach Durchmesser des Holmes durchnummeriert: Je kleiner der Durchmesser, desto höher die Nummer. Zum Beispiel hat ein Filter der Nummer 4 einen Durchmesser von 3 Millimetern, ein Filter der Nummer 5 einen Durchmesser von 2 Millimetern.
Der Tabakrauch wird von der Glutstelle durch den restlichen Tabak in den Holm gesogen, wo er eventuell gefiltert und durch das Mundstück in den Mund aufgenommen wird. Mundstücke, mit denen der Raucher die Pfeife mit den Zähnen im Mund halten kann, sind am weitesten verbreitet. Diese Form nennt man Normalbiss. Seltener sind Mundstücke, die so geformt sind, dass man die Pfeife sowohl mit den Lippen als auch mit den Zähnen im Mund halten kann. Diese Mundstücke haben die etwas missverständliche Bezeichnung Lippenbissmundstück. Der entscheidende Unterschied ist, dass die Rauchöffnung nach oben in Richtung des unempfindlicheren Gaumens gerichtet ist. Bei Normalbissmundstücken ist sie auf die geschmacks- und temperaturempfindlichere Zunge gerichtet. Durch die Abwinklung zum Gaumen lassen sich Lippenbissmundstücke schlechter reinigen. Einige Pfeifenhersteller legen diese speziellen Mundstücke einer Pfeife als Bonus bei.

## Herstellung, Formen und Preise
Tabakspfeifen können maschinell oder von Hand gefertigt werden, was sich im Verkaufspreis niederschlägt. Handgemachte Pfeifen lassen sich meistens erst ab 100 Euro aufwärts kaufen, während maschinell gefertigte bereits ab 5 Euro zu haben sind. „Markenpfeifen“ von bekannten Pfeifenherstellern wie Dunhill, Stanwell oder Vauen können mehrere hundert Euro kosten. Sammlerpfeifen, wie signierte und limitierte Jahres- und Weihnachtspfeifen, Einzelstücke wie Freehandpfeifen und Antiquitätenstücke, können einen mittleren fünfstelligen Euro-Preis erreichen. Der Preis richtet sich weiterhin nach dem Renommee des Herstellers und insbesondere nach der verwendeten Holzqualität.
Pfeifenköpfe ohne Kittstellen zur Kaschierung von natürlich gewachsenen Holzfehlern sind besonders selten und teuer. Interessante Holzmaserungen werden Straight Grain, Cross Grain oder Birds Eye genannt. Ein Straight Grain ist eine Maserung aus geraden, parallelen und engen Linien. Cross Grains sind Linien, die sich zu schneiden scheinen, und der Birds Eye ist ein charakteristischer kleiner Ring an einer Seite des Pfeifenkopfes oder am Holm, der an ein Vogelauge erinnert.
Pfeifen der unteren Preiskategorien haben meistens kaum eine erkennbare Maserung und sind zudem dunkel lackiert. Außer der glatten Oberfläche sind auch bearbeitete Oberflächen (rustiziert oder sandgestrahlt) bekannt. Zur Verzierung können an der Pfeife Applikationen aus Acryl, Edelhölzern oder Metallen wie Messing, Silber oder Gold angebracht sein.
Bei den Formen wird zwischen klassischen Pfeifenformen und den frei gestalteten Freehandpfeifen, die Pfeifenmacher ohne Zuhilfenahme von Planungen oder Vorlagen entwickeln, unterschieden. Manche Pfeifenraucher kaufen preiswerte gebrauchte Pfeifen (Estatepfeifen), um sie nach ihren Bedürfnissen anzupassen, zu restaurieren, zu sammeln oder um eine günstige Pfeife zum Rauchen zu haben.
Heute wird, ohne Einbeziehung von Freehandpfeifen, zwischen zwanzig und fünfzig Pfeifenformen unterschieden. Die bekanntesten und meistverkauften Formen sind die Billiard und die Bent.
Die Billiard-Pfeife ist eine zehn bis fünfzehn Zentimeter lange Pfeife mit geradem Holm und geradem Mundstück. Ohne Benutzung der Hände ist sie schwer im Mund zu halten und daher eher eine Pfeifenform für Pfeifenraucher, die während des Rauchens keiner anderen Beschäftigung nachgehen.
Die Bent-Pfeife ist eine gute Wander- oder Lesepfeife. Sie lässt sich einfach mit den Zähnen im Mund halten und ist für viele Raucher durch den abgeknickten Holm und das gebogene Mundstück ästhetischer.

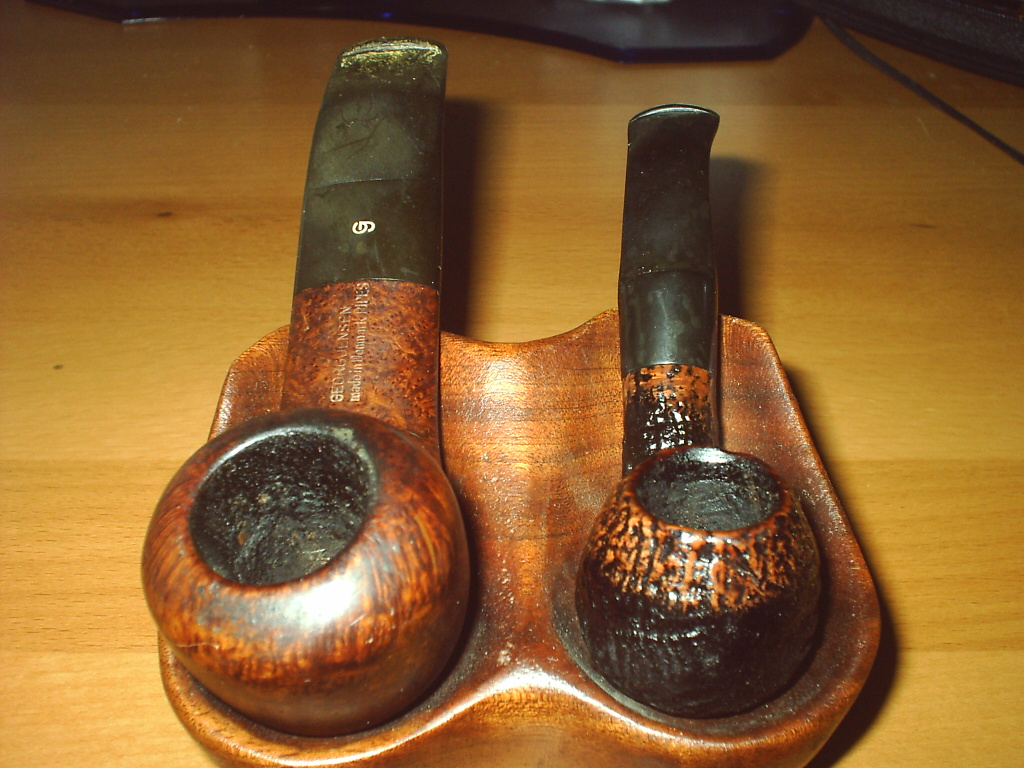
Tabakspfeifen aus Bruyère

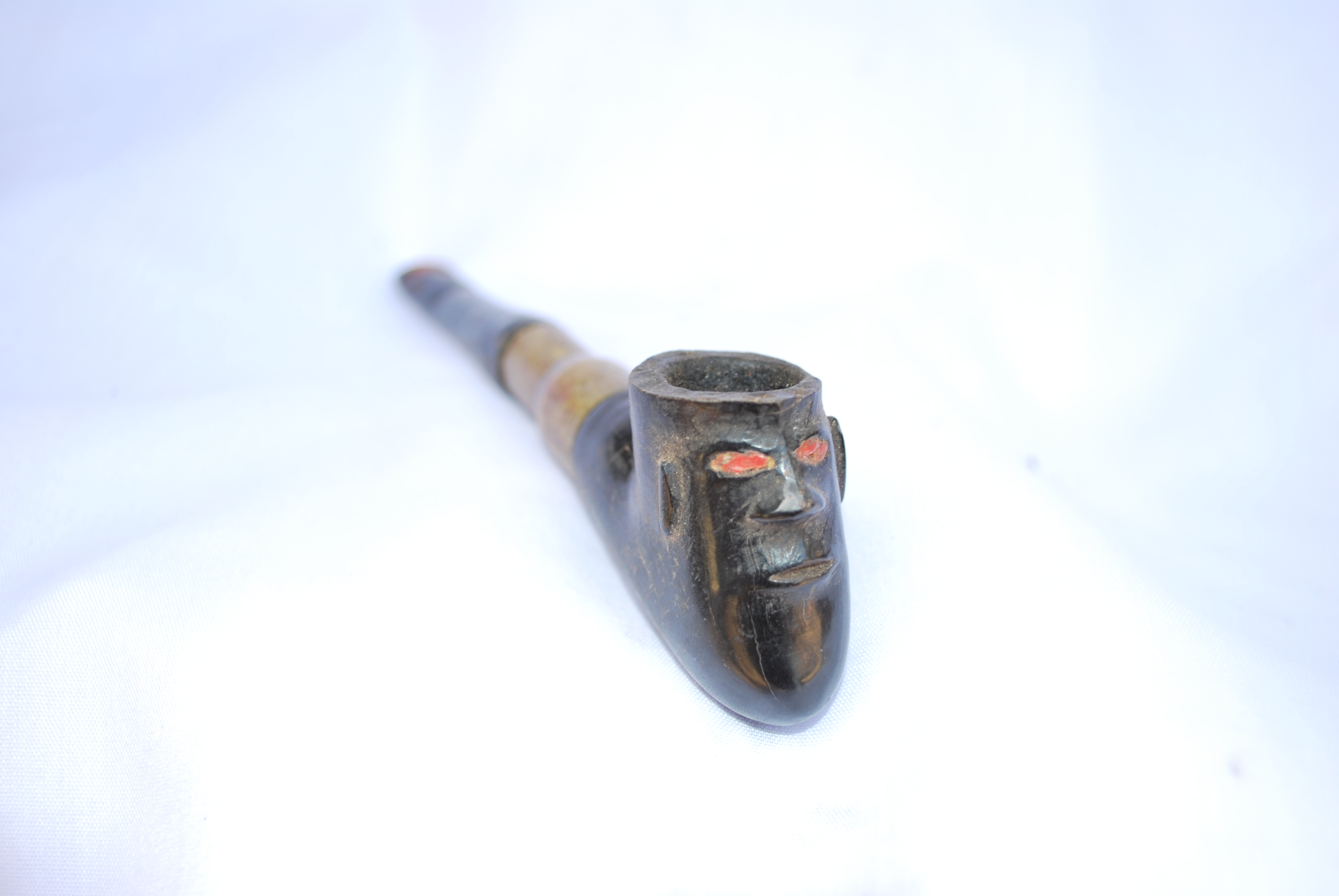
Aus Holz geschnitzte Pfeife aus Osttimor

Die Pfeifenform hat kaum Einfluss auf den Geschmack des Tabaks. Wenn der Tabakrauch jedoch durch einen langen Holm und ein langes Mundstück gezogen wird, zum Beispiel bei Lesepfeifen, die ein langes Mundstück von ungefähr zwanzig Zentimetern haben, ist der Rauch kühler und wird als angenehmer empfunden. Darüber hinaus verringert ein langer Holm bei Lesepfeifen eine Reizung der Augen durch den Rauch.

## Materialien
Das Material einer Pfeife hat einen erheblichen Einfluss auf den Geschmack und die Ästhetik der Pfeife. Tabakspfeifen werden aus vielen verschiedenen Materialien gefertigt. Die am häufigsten benutzten sind Bruyère-Holz, Sepiolith (Meerschaum), Ton oder andere Hölzer wie Kirschbaum und Olivenbaum. Auch Mooreichenholz wird zum Pfeifenbau verwendet.
Seltener hergestellt und daher sehr teuer sind Pfeifen aus den speziell gezüchteten afrikanischen Calabash-Kürbissen mit Meerschaumeinsatz. Glaspfeifen sind eher Kunstobjekte, wobei diese auch zum Rauchen von Cannabis benutzt werden.

### Ton

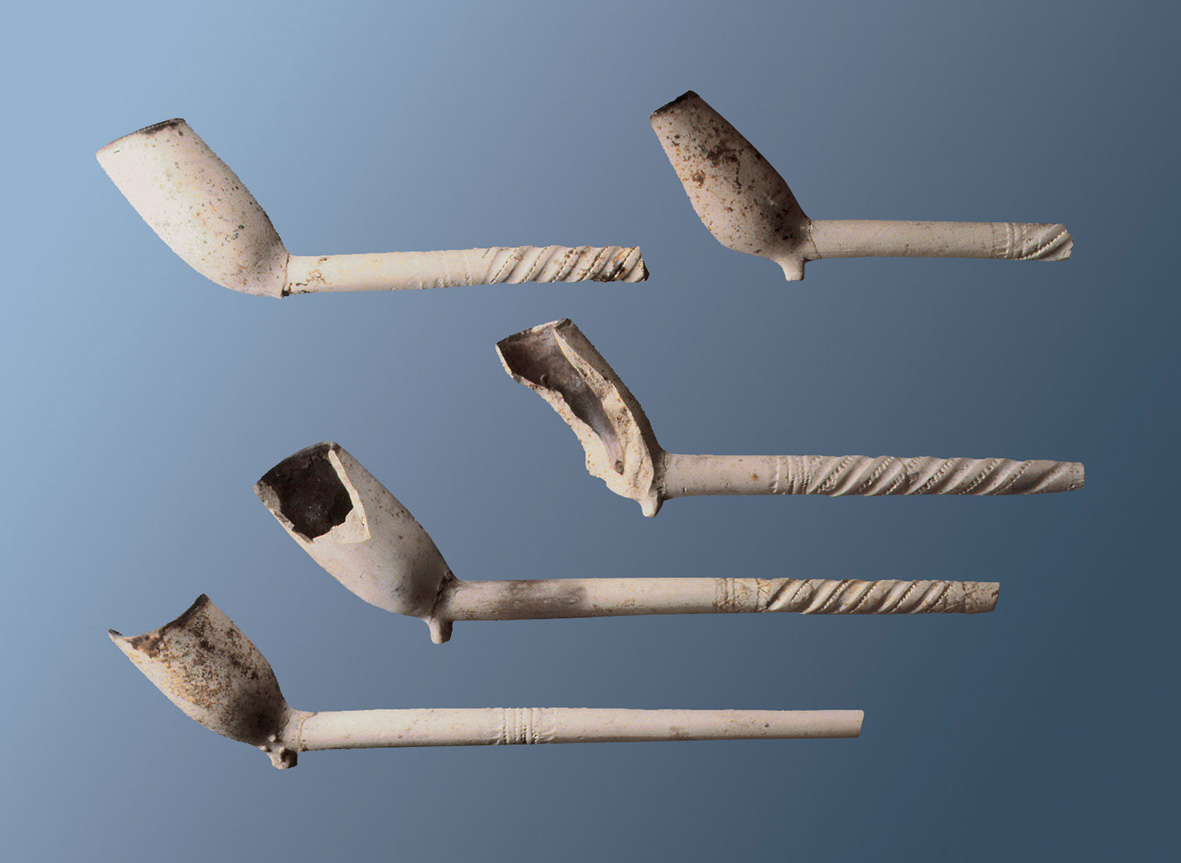
Tonpfeifen aus Einbeck, Bodenfunde, Datierung erstes Drittel 18. Jh.

Die ersten europäischen Tabakspfeifen wurden von Pfeifenbäckern oder Töpfern bzw. Hafnern aus Ton gefertigt. Zur Herstellung bediente man sich in verschiedenen Regionen Europas verschiedener Methoden. Qualitätspfeifen wurden in zweiteiligen Metallmodeln ausgeformt, einfachere Pfeifen konnten auch von Hand gerollt werden. Es gibt auch Pfeifenmodelle, die ganz oder teilweise auf der Töpferscheibe gedreht oder aus zwei Teilen zusammengesetzt wurden.
Durch das beständige Material und die regional unterschiedlichen Formen und Herstellerstempel sind Tabakspfeifen zu wertvollen Datierungshilfen für Archäologen geworden. Auch Sammler begeistern sich für diese Art von Pfeifen.
Tonpfeifen wurden im 19. Jahrhundert mehr und mehr durch Holzpfeifen verdrängt, die handlicher und nicht so zerbrechlich waren. Heute werden Tonpfeifen wegen ihres geringen Anschaffungspreises überwiegend als Gastpfeifen verwendet. Durch das hitzebeständige Material eignen sie sich außerdem als Probierpfeifen für neue Tabaksorten. Nach dem Gebrauch können sie durch Ausglühen wieder vollständig gereinigt werden.
In Norddeutschland spielen sie auf Traditionsveranstaltungen, wie der Schaffermahlzeit in Bremen, nach wie vor eine große Rolle. Hier gelten sie nun gerade als Zeichen der Distinktion.

### Bruyèreholz
Die meisten der heute verkauften Pfeifen, ob handgemacht oder maschinell gefertigt, sind aus Bruyèreholz gefertigt. Erstmals wurde um das Jahr 1850 dieses sehr glutbeständige Holz von Pfeifenmachern aus dem französischen Juraort Saint-Claude zur Tabakspfeifenherstellung verwendet. Bruyère ist aus den Wurzelknollen (Maserknolle) der Baumheide gefertigt, die meistens in mediterranen Gegenden wild wächst. Es weist eine Struktur auf, die abwechselnd aus festen Bestandteilen und solchen mit schwammigem Charakter besteht, die sehr viel Kondensat aufnehmen können. Es hat eine typische helle Holzfarbe, die mit Beizen und Lacken farblich verändert werden kann, ohne seine holztypischen Maserungen zu verlieren.
Dazu erntet man die mit 30 bis 60 Jahren etwa fußballgroßen Wurzelknollen (Souches, Burls) und lagert sie mehrere Monate. Ab und zu müssen sie bewässert werden, bevor sie weiterverarbeitet werden. Nach dem Zersägen kocht man die Holzstücke (Kanteln, Ebauchons) bis zu zwölf Stunden in Kupferkesseln. Dabei werden dem Holz die natürlichen Säfte, Harze und Säuren entzogen. Meist jedoch ist die Qualität durch Holzwürmer, Brandschäden und eingeschlossene Steine schlecht, sodass aus den Knollen häufig nur wenig verwertbar ist, rund 70 % des Holzes ist Abfall. Das beste Holz erhält man aus den äußeren Regionen der Knolle, den sogenannten Plateaux, Plateau-Holz, das meistens eine sehr schöne Maserung aufweist. Es wachsen mit der Zeit auch Steinchen und Sandkörner in das Holz ein, die später zu Kittstellen werden, sofern sie in den Bearbeitungsflächen des Holzes liegen. Darum ist das Holz auch sehr teuer. Abschließend wird das Holz über mehrere Wochen getrocknet und dann für mehrere Monate gelagert. Je weniger Fehler im Holz und je dichter und schöner die Maserungsverläufe sind, desto höher ist der Preis. Nur wenige Stücke sind komplett frei von Einschlüssen und können zu kittfreien Pfeifen verarbeitet werden, was sich dann natürlich auch im Preis widerspiegelt.
Das Holz (Bruyere, Bruyère, von franz. Bruyère = Erica; engl. Briar root) ist hell- bis rotbraun, häufig schön gemasert, sehr hart und schwer, aufgrund mineralischer Ablagerungen (Kieselsäure) ist es hitzeresistent, dadurch beeinträchtigt es das Aroma des Pfeifentabakrauchs nicht.

### Kunststoff
Weiterhin sind Kunststoffpfeifen (aus Bakelit oder Kunststoffpfeifen mit Metalleinsatz) auf dem Markt.

### Maiskolben

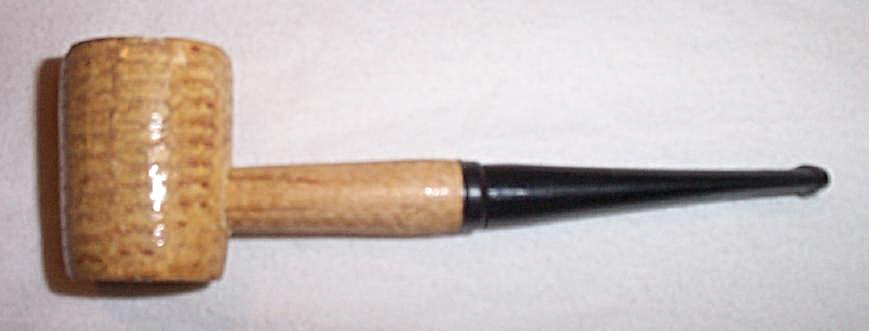
Maiskolbenpfeife

Seit den 1860er Jahren werden im US-Bundesstaat Missouri Pfeifen aus dem Innenteil (der sogenannten Spindel) von Maiskolben hergestellt.
Für den Pfeifenbau wird eine spezielle Maissorte verwendet, die größer und härter als der bekannte Gemüsemais ist.
Der Mais wird ausschließlich zu diesem Zweck angebaut.
Durch den günstigen Rohstoffpreis wird diese Pfeife gerne als Gastpfeife angeboten.
Allerdings ist die Haltbarkeit bei weitem nicht so groß wie die einer Bruyère-Pfeife.
In Anlehnung an den ersten industriellen Hersteller dieser Pfeife wird sie auch als Missouri Meerschaum bezeichnet.

### Meerschaum

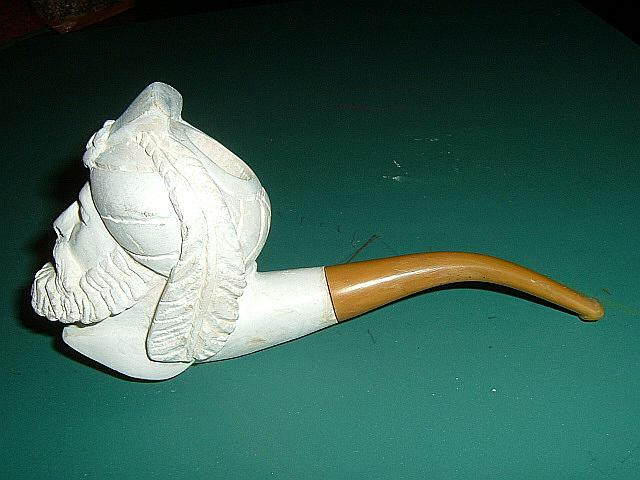
Meerschaumpfeife, ungeraucht

Meerschaumpfeifen stammen ursprünglich aus der Türkei. Dort waren sie aller Wahrscheinlichkeit nach bereits im 17. Jahrhundert nach der Einführung des Tabaks im Gebrauch. Seit 1700 ist die nordanatolische Stadt Eskişehir ein Herstellungszentrum dieses Pfeifentyps; in Europa ist er seit dem 18. Jahrhundert bekannt. Im Neuzustand ist das Material weiß, bei häufigem Gebrauch verdunkelt es sich.
Meerschaumpfeifen werden aus dem Tonmineral Sepiolith angefertigt, das nach der türkischen Bezeichnung lületaş ursprünglich „Lüle-Stein“ genannt wurde. Dieses hauptsächlich in der Region um Eskişehir vorkommende, mit dem Magnesit verwandte Magnesiumsilikat wurde bereits im Jahr 1173 zwischen den dortigen fossilen Kalksedimenten gewonnen, die in Tiefen von bis zu 250 Metern lagern. Daneben finden sich weitere bedeutende Vorkommen des Minerals in Tansania, aber auch z. B. in Italien bei Baldissero Canavese (Piemont).
Die Vorteile von Meerschaumpfeifen gegenüber Pfeifen aus Holz bestehen u. a. darin, dass ein Einrauchen überflüssig wird, dass sie zunächst geschmacksneutral sind und dass das Material (Sepiolith = umgangssprachlich „Meerschaum“) überaus feuerbeständig ist. Sie bieten also eine geringe Geschmacksabsorption. Das heißt, dass ein Anbrennen einer solchen Pfeife theoretisch ausgeschlossen ist und es problemlos möglich ist, eine solche Pfeife heiß zu rauchen.
Nachteilig ist, dass Meerschaum Tabakaromen aufnimmt, welche beim Rauchen verschiedener Tabaksorten stören. Außerdem ist Meerschaum ein sehr zerbrechliches Material.
Ein Abfallprodukt des Meerschaums ist „Massa“, eine Masse, die aus den Abfällen der Blöcke und einigen anderen Substanzen wie Gips und einem Bindemittel vermischt, zu entsprechenden Blöcken gepresst und zu Pfeifen verarbeitet wird. Die Pfeifen aus diesem Material sind daher – wie das Ausgangsmaterial selbst – etwas schwerer als der porösere echte Meerschaum.
Es werden auch Pfeifen aus Bruyèreholz angeboten, die einen Einsatz aus Meerschaum besitzen. Sie sind billiger und weniger empfindlich in der Handhabung als komplett aus Meerschaum gefertigte.

### Pappmaché
Der für seine Lackarbeiten bekannte Luxuswarenhersteller Stobwasser in Braunschweig ersetzte im 18. Jahrhundert Meerschaum bei seinen lackierten Tabakspfeifen durch Pappmaché.

### Porzellan
Ende des 18. bis zur Mitte des 19. Jahrhunderts wurden Porzellanpfeifen zu einem beliebten Geschenkartikel, der mit persönlichen Widmungen und Botschaften an den Beschenkten in der Porzellanmalerei individualisiert wurde. Häufig finden sich solche Pfeifenköpfe als Studentica in der Couleur der Studentenverbindung des Schenkenden. Zu den Ende des 19. und Anfang des 20. Jahrhunderts beliebten Reservistika, also Andenken an die Zeit des Militärdienstes, zählen auch entsprechende Porzellanpfeifen mit dem Namen des Soldaten und seiner Einheit.
Im zweiten Drittel des 19. Jahrhunderts (Bürgerporzellan) dienten die mit bunten Muffelfarben gemalten Dekore auch der Multiplikation von Kunst. Neben alten Meistern wurden aktuelle Gemälde aus Kunstausstellungen, Sammlungen oder Rezensionen als Vorlagen gewählt. Besondere Beliebtheit erlangten Reproduktionen von Werken der Düsseldorfer Malerschule.

### Calabashpfeife (Kürbispfeife)
Ebenfalls im Handel, aber sehr teuer und selten sind Calabash-Pfeifen, die aus dem im südlichen Afrika wachsenden Flaschenkürbis hergestellt und mit einem Einsatz aus Meerschaum zu einer Pfeife werden. Die Calabashpfeife hat einen stark geschwungenen Holm und einen konischen Pfeifenkopf (Bilder siehe Weblinks).

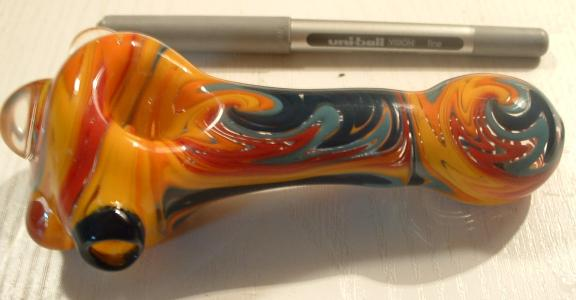
Glaspfeife (Kunstobjekt)

### Glas
Glaspfeifen werden fast ausschließlich zum Rauchen von Cannabis genutzt. Mundgeblasene Pfeifen sind eines der meistproduzierten, aber auch eines der am aufwändigsten zu erstellenden Werkstücke. Typisch ist die Verwendung hitzebeständiger und widerstandsfester Borosilikatgläser. Glaspfeifen beeinträchtigen durch ihre Geschmacks- und Geruchsneutralität den Rauch in keiner Weise. Jedoch kann das Glas im Gegensatz zu Holz, Ton oder Meerschaum das beim Rauchen entstehende Kondenswasser nicht aufnehmen, sodass dieses den Tabak oder das Cannabis durchfeuchtet und das verklumpte Kondensat (Sud) in den Mund gelangen kann. Hanfblüten werden andererseits selten so langsam und sporadisch geraucht wie Pfeifentabak, da der entstehende Rauch üblicherweise inhaliert wird. Der entscheidende Vorteil bei der Verwendung von Glas liegt in der einfacheren Reinigung von klebrigen Harzrückständen. Zu erwähnen ist auch die mittlerweile gewaltige Auswahl an Glaspfeifen mit Wasserfiltration (sogenannte Bongs).

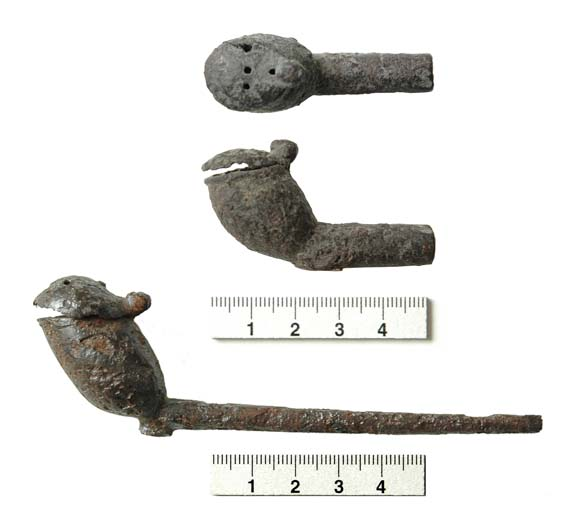
Pfeifen aus Eisenblech, Bodenfunde aus der Schweiz, ca. 1660/1680 bis 1740/50.

### Metall
Auch wenn dies heute unüblich ist, gab es in der Geschichte der Tabakpfeife Phasen, in denen die Pfeifen aus Metall gefertigt wurden. Belegt sind aufwändig gestaltete Pfeifen aus Silber, gegossene aus Messing beziehungsweise Bronze und zusammengelötete aus Eisenblech. Unabhängig vom Material des Pfeifenkörpers waren jahrzehntelang auch Deckel für die Köpfe in Gebrauch. Diese wurden meist aus Metall angefertigt und mit Ziselierungen oder Reliefs geschmückt. Als ein Hersteller solcher metallenen Pfeifendeckel war das Unternehmen Wellner in Aue bekannt.

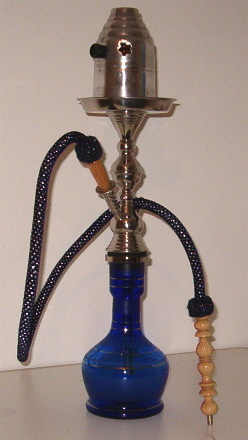
Arabische Wasserpfeife

### Shisha (Osmanische Wasserpfeife)
Die Shisha, auch Wasserpfeife oder Hookah (nicht zu verwechseln mit der Bong), ist keine typische Tabakspfeife. Um sie zu rauchen, werden neben dem speziellen Wasserpfeifentabak auch Wasser und spezielle Kohle benutzt, welche den Tabak zwar erhitzt, ihn aber nicht direkt verbrennen soll. Die Shisha entspricht im Aufbau eher einer chemischen Waschflasche als einer Tabakspfeife. Sie besteht aus mindestens vier Teilen: einem Gefäß, einer Rauchsäule, einem Kopf und einem Schlauch. Das Gefäß wird Bowl oder Vase genannt. Es ist häufig verziert und besteht aus Glas oder Metall. Auf die Bowl wird die Rauchsäule gesteckt oder geschraubt. Sie besteht im Allgemeinen aus Metall, das mit Chrom oder Messing beschichtet wurde und ebenfalls verziert sein kann. Manche Rauchsäulen sind auch aus Holz gefertigt. Auf die Rauchsäule wird der Kopf gesetzt. Es handelt sich dabei um ein kleines Gefäß aus Ton (meist lackiert) oder Metall, welches an der Unterseite Löcher aufweist. An der Rauchsäule befinden sich mehrere Schlauchanschlüsse. Da viele Shishas nur einen Schlauch haben, kann stattdessen ein Ventil angeschraubt werden, welches zur Vermeidung von Überdruck dient.

### Imkerpfeife
Die Imkerpfeife (auch Smoker) ist keine Pfeife im herkömmlichen Sinn, sondern eher ein Rauchbläser. Sie dient dazu, beim Arbeiten des Imkers am Bienenstock die Stechbereitschaft der Bienen mit dem erzeugten Rauch zu senken. Ein Ventil kann im Inneren verbaut sein, das nur das Pusten zulässt und das Ansaugen von Rauch verhindern soll, da als Rauchmaterial meistens kostengünstiges Material, wie Sägespäne, Gras, Rainfarn oder morsches Weichholz (z. B. Pappel) verwendet wird. Die Imkerpfeife ist aus Haltbarkeits- und Gewichtsgründen meistens aus Aluminium gefertigt.

## Pfeifentabak
Fertiger Pfeifentabak besteht aus verschiedenen Rohtabaken, die eine große Bandbreite an Verarbeitungsschritten durchlaufen können. Durch unterschiedliche Kombinationen aus Rohtabaken und Verarbeitungsverfahren ergibt sich die große Vielfalt an erhältlichen Pfeifentabaken.

### Rohtabake

#### Virginia

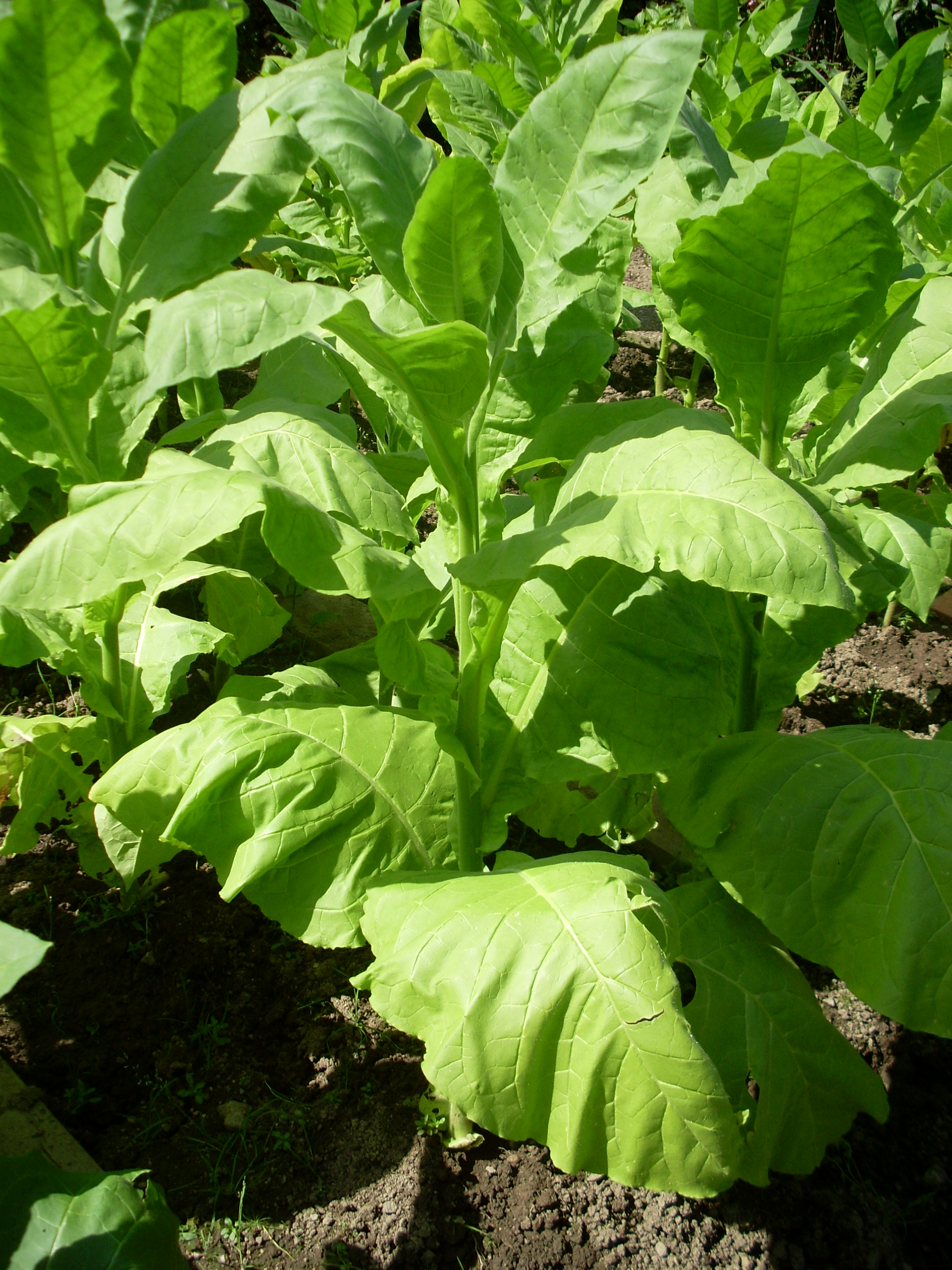
Virginia-Tabakpflanze

Virginia-Tabak war schon immer stark nachgefragt und stellt heute die am meisten verwendete Tabaksorte in Pfeifentabaken dar. Virginia-Tabak besitzt einen hohen natürlichen Zuckergehalt, sein Rauch einen aromatischen und leicht süßlichen Geschmack und Geruch. Virginia-Tabak reift an der Pflanze. Wenn die etwa 20–50 cm großen Blätter eine gelbliche Färbung annehmen beginnt die Ernte, wobei hier oft schrittweise nur die reifen Blätter gepflückt werden. Nach dem Pflücken werden die Blätter in Bündeln von 10 bis 12 Stück auf Stangen gehängt und es folgt die Trocknung des Tabaks.
Die meisten Virginia-Tabake werden mit Wärme getrocknet (sog. flue-curing). Hierbei wird die Lufttemperatur langsam auf ca. 70 Grad gebracht, und das genaue Verhältnis von Temperatur und Luftfeuchtigkeit spielt eine entscheidende Rolle.
Der seltenere Orient-Tabak ist eine Virginiatabaksorte. Orient-Tabak ist über die Virginia-Eigenschaften hinaus besonders aromatisch. Dies liegt an der Wachsschicht, die dieser Tabak zum Schutz vor dem Austrocknen entwickelt. Orient-Tabak bildet viele kleine Blätter von ca. 5–10 cm Länge aus. Bei der Ernte wird die ganze Pflanze in einem Schritt geerntet. Die Blätter werden anschließend einzeln abgepflückt, gestreckt und zum Trocknen in die Sonne gehängt (sog. sun-curing). Anbauländer des Orient-Tabaks sind z. B. Griechenland oder die Türkei. Meist wird Orienttabak nur in sehr geringen Mengen als Würztabak in hochwertigen Tabakmischungen eingesetzt.
Latakia-Tabak ist ebenfalls eine Virginiatabaksorte. Hierbei wird sonnengetrockneter Virginia über offenem Feuer weiter getrocknet (sog. fire-curing) und absorbiert hierbei die Aromen von Feuer und Rauch. Der typisch rauchige Geschmack hängt auch von der für das Feuer verwendeten Holzsorte ab. Dieser Tabak kommt ursprünglich aus Syrien und wurde über den Hafen Latakia verschifft. Heute wird er in Syrien und Zypern angebaut.

#### Burley
Burley ist die zweitwichtigste Sorte Tabak, die für Pfeifentabak verwendet wird. Die Blätter dieses Tabaks werden ungefähr so groß wie Virginia-Tabakblätter (ca. 20–50 cm), sind aber wesentlich dicker. Dieser Tabak enthält fast keinen Zucker und somit auch nicht die Süße eines Virginia-Tabaks, dafür kräftige Aromen, die an Kakao erinnern. Burley-Tabak wird häufig als Träger von Aromatisierungen verwendet. Wenn der reife Tabak geerntet wird, sind die Blätter noch grün. Hier werden die Pflanzen, wie beim Orient-Tabak, ganz geerntet und erst anschließend werden die Blätter von der Pflanze gepflückt. Die Blätter werden vor der Sonne geschützt in Schuppen aufgehängt, um zu trocknen. Warmluft wird nicht verwendet, allerdings werden die Trocknungsbedingungen durch die Frischluftzufuhr reguliert (sog. air-curing).
Kentucky-Tabak ist ein speziell getrockneter Burley-Tabak. Hier werden die Blätter nach dem Lufttrocknen noch rauchgetrocknet (sog. fire-curing). Dabei wird im Trockenschuppen ein Holzfeuer gemacht und die Burley-Blätter absorbieren dessen Rauch. Dementsprechend besitzt der Kentucky-Tabak einen leicht rauchigen Geschmack und Geruch.
Ursprünglich kommt Kentucky-Tabak aus dem gleichnamigen US-Bundesstaat, wird heute aber auch in anderen Teilen der Erde angebaut.
Perique-Tabak ist roter Burley-Tabak aus Louisiana. Er ist selten, brennt langsam, schmeckt streng und ist eher stark. Perique-Tabak wird kürzer getrocknet als herkömmlicher Burley-Tabak. Anschließend wird er in großen Holzfässern unter starkem Druck bis zu einem Jahr lang gepresst und zwischendrin regelmäßig aufgemischt. Der aroma- und nikotinreiche Perique wird selten pur geraucht, sondern findet als Würztabak Verwendung in hochwertigen Tabakmischungen.

#### Cavendish-Tabak
Cavendish-Tabak ist keine Tabaksorte im eigentlichen Sinn, sondern das Ergebnis eines speziellen Verarbeitungsverfahrens von Virginia- und Burley-Tabaken. Für den Cavendish-Prozess wird Zucker benötigt. Da Burley-Tabak fast keinen Zucker enthält, muss dieser von außen zugegeben werden. Anschließend werden dem Tabak entweder mittels Dampf Wärme und Feuchtigkeit zugeführt, oder der Tabak wird gleichzeitig gepresst und erwärmt. Beide Verfahren ergeben einen dunklen, milden und süßlichen Tabak.

### Typen von Tabakmischungen
Länderbezeichnungen bei Tabaken betreffen hauptsächlich Machart eines Tabaks. Diese kann mit dem Herstellungsland übereinstimmen, muss aber nicht. So kann z. B. eine typisch „dänische“ Mischung in England produziert sein, oder ein in Dänemark ansässiger Tabakhersteller unter Lizenz typisch „englischen“ Tabak produzieren.
Traditionell sind „amerikanische“ oder „dänische“ Tabake leicht bis stark aromatisiert. Der auch vielen Nichtrauchern bekannte typische „Pfeifentabakgeruch“ stammt von den „dänischen“ Sorten.
Typisch „englische“ Tabake dagegen basieren meist auf einer nicht aromatisierten Mischung von Virginia-, orientalischem und Latakiatabak. Vor allem der letztgenannte gibt ihnen ihr rauchig-erdiges Aroma. Sie kommen in ihrem würzigen Rauchgeruch starken Zigarren nahe. Neben diesen zwei Formaten ist in den 1990er Jahren ein Trend in Richtung sehr stark aromatisierter Tabake entstanden, die meistens mit künstlichen Fruchtaromen versetzt werden (z. B. Kirsche, Vanille) und bei denen das „Trägermaterial“ Tabak manchmal nur noch zu erahnen ist.
Ein Großteil der Pfeifentabake des europäischen Marktes, die unter Markennamen wie z. Bsp. Orlik, Stanwell und MacBaren vertrieben werden, wird heute in Dänemark oder in Außenstellen dänischer Firmen produziert und exportiert. In England produziert Samuel Gawith & Company Ltd, eine der ältesten und traditionsreichsten Hersteller von Pfeifen- und Schnupftabak. Tabakfabriken in Deutschland sind z. B. Planta Berlin, Pöschl und Kohlhase & Kopp.

### Stärke einer Tabakmischung
Die „Stärke“ eines Pfeifentabaks setzt sich zusammen aus der Geschmacksintensität des Rauches und dem Nikotingehalt. Die Geschmacksintensität wird vom Raucher während des Rauchens mit den Geschmacksnerven des Mundes erschmeckt. Der Nikotingehalt eines Tabaks spielt eine Rolle dabei, wie viel Nikotin im Laufe eines Rauchvorgangs von der Mundschleimhaut absorbiert werden kann. Geschmacksintensität und Nikotingehalt eines Tabaks müssen nicht zwangsläufig miteinander einhergehen. So kann z. B. ein dunkler, kräftig schmeckender Tabak dennoch vergleichsweise wenig Nikotin enthalten und umgekehrt. Der überwiegend milde und süßliche Cavendish-Tabak ist ein gutes Beispiel dafür, dass schwarzer Tabak nicht gleichbedeutend ist mit starkem Tabak.

### Press- und Schnittarten von Pfeifentabaken
Fertige Pfeifentabake werden in den verschiedenen Press- und Schnittarten angeboten. Fast jeder Tabak wird individuell gemischt und anschließend in großen Platten erhitzt, gepresst, ggf. aromatisiert und gereift. Anschließend wird er meistens in eine der folgenden Schnittarten verarbeitet:

#### Ready Rubbed

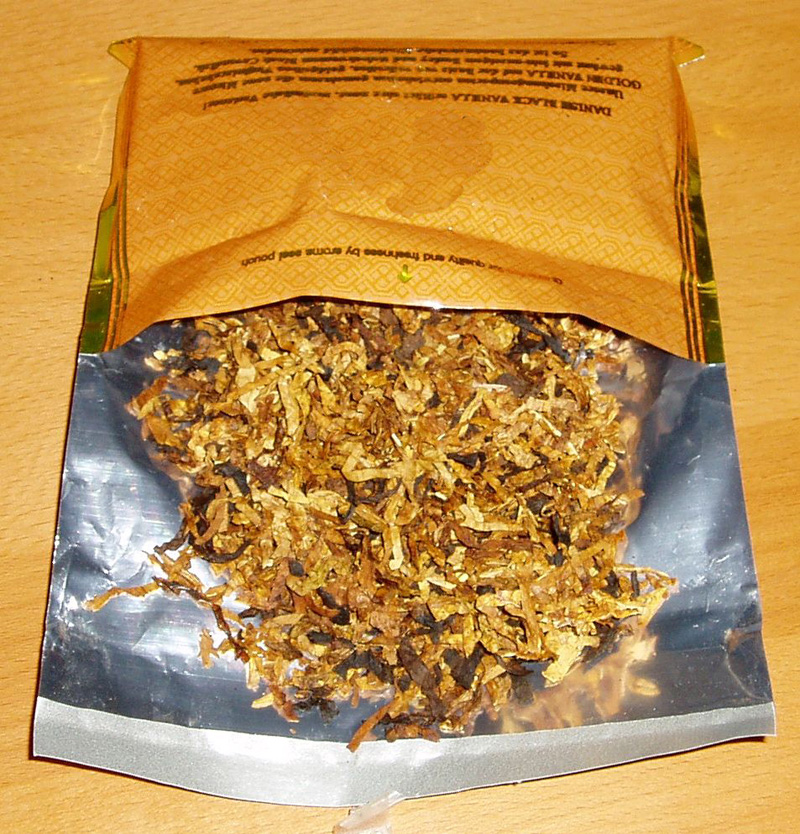
Ready-Rubbed Pfeifentabak

Heute sehr verbreitet ist Pfeifentabak, bei dem die Blätter zunächst stark gepresst und anschließend aufgelockert verpackt werden (ready rubbed mixture). So lässt sich der Tabak ohne große Vorbereitung rauchen und er brennt leichter.

#### Flake

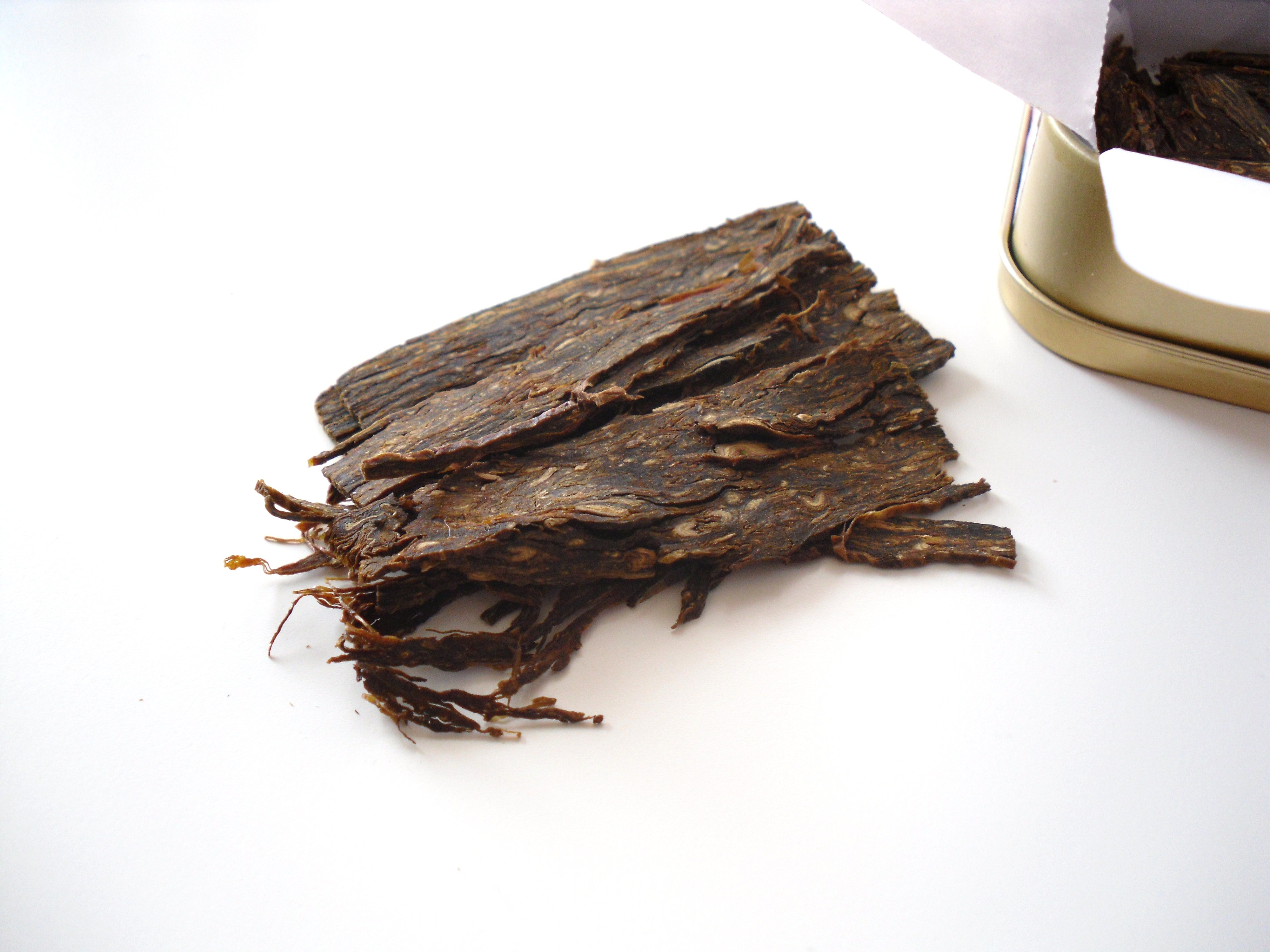
Flake-Tabak

Flake-Tabak ist ein stark komprimierter Tabak in rechteckigen dünnen Scheiben. Der Tabak wird mit einem Druck von über 50 Tonnen mindestens zwölf Stunden lang zu Platten gepresst. Die Platten werden zur Geschmacksentwicklung weitere Wochen gelagert. Nach der Pressung und Lagerung werden die Flakes schließlich in kleine rechteckige Scheiben von ca. 1,5 mm Dicke geschnitten und werden, oft noch per Hand, verpackt.
Flake-Tabak wurde ursprünglich von Seeleuten entwickelt, um größere Mengen Tabak möglichst platzsparend zu transportieren. So tragen heute noch viele Flake-Sorten einen Namen, der mit der Schifffahrt in Verbindung steht, beispielsweise Navy Flake. Ein weiterer Vorteil der Flakes für Seeleute lag in der längeren Lagerfähigkeit dieser Tabake; durch die geringere Oberfläche halten sie die Feuchtigkeit länger als fertiggeschnittene Mischungen. Der wohl gewichtigste Vorteil von Flake-Tabak wird jedoch oft darin gesehen, dass die stark verdichteten Tabakscheiben, wenn sie lediglich geknickt und gefaltet in die Pfeife eingebracht werden, bei niedrigerer Temperatur verbrennen als Ready-Rubbed Tabak. Das ermöglicht ein Geschmackserlebnis, das von vielen Pfeifenrauchern geschätzt wird. Das Anzünden und Inbrandhalten von Flake-Tabak erfordert etwas Übung.
Von einigen Tabakmanufakturen wird der ungeschnittene Tabakkuchen als Plug verkauft, von diesem kann sich dann der Pfeifenraucher seine Portionen abschneiden.
Der Cube Cut ist eine selten verkaufte Schnittform, bei der verschiedene Tabakblattsorten aufeinander gelegt werden. Diese werden wie beim Flake gepresst und in kleine Würfel (cubes) von jeweils nur wenigen Kubikmillimetern geschnitten. Diese Schnittsorte zu rauchen ist ebenfalls anspruchsvoll, da die kleinen Tabakwürfel vergleichsweise schlecht verbrennen.

#### Curly Cut

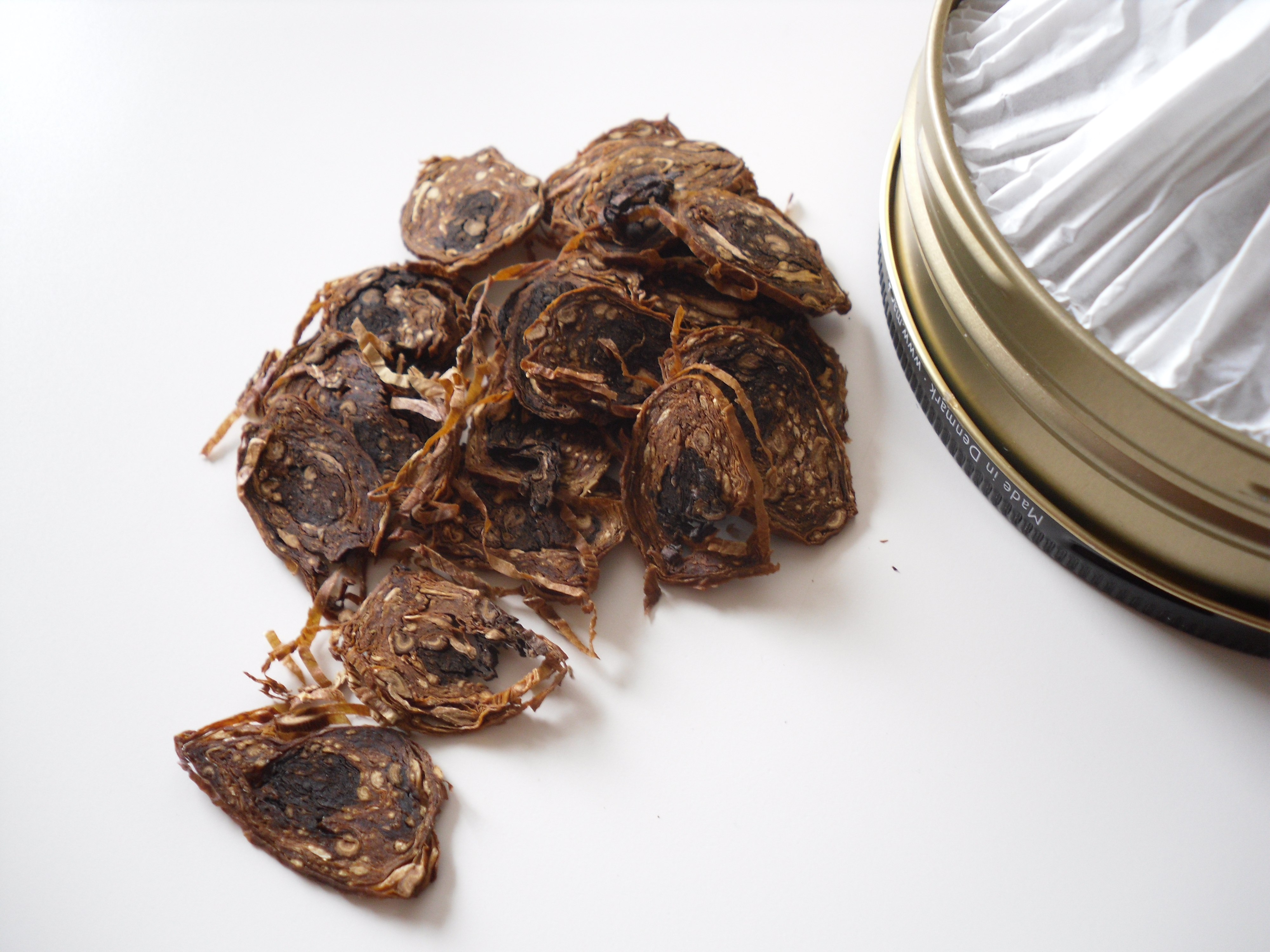
Curly Cut-Tabak

Als Curly Cut bezeichnet man in Scheiben geschnittenen Strangtabak. Hierbei werden zunächst ganze Tabakblätter ausgewählt, vorbehandelt, sorgfältig übereinander gelegt und zu einem kompakten Strang von etwa 3 cm Durchmesser gesponnen. Die Rippen des Tabakblatts werden hierbei nicht entfernt. Die gerollten Tabakstränge werden zur Reifung weiter gelagert, anschließend in dünne Scheiben von ca. 1–2 mm Breite geschnitten und schließlich im Ofen auf die richtige Feuchtigkeit getrocknet. Diese Art Pfeifentabak herzustellen ist sehr aufwändig. Es können nur unversehrte, ganze Tabakblätter verwendet werden, welche von Hand geerntet werden müssen. Auch die Verarbeitung zum Strang und die Verpackung ist weitgehend Handarbeit.
Es gibt auch vereinzelt Hersteller, die die Tabakstränge am Stück verkaufen. Der Pfeifenraucher kann sich dann seine Scheiben selbst herunterschneiden.
Ähnlich wie Flake-Tabake sind die Tabakscheiben verdichtet und verglimmen, wenn sie nur leicht geknickt in die Pfeife eingebracht werden, bei niedriger Temperatur. Das ermöglicht ein Geschmackserlebnis, das von vielen Pfeifenrauchern geschätzt wird. Das Anzünden und Inbrandhalten von Curly Cut-Tabak erfordert etwas Übung.

### Verpackung und Preise
Die Mischungen werden in Weichpackungen (engl. „Pouches“), meistens zu 50 Gramm, vereinzelt auch in 40-Gramm- oder 100-Gramm-Einheiten, oder in vakuumversiegelten Dosen von 50 bis 500 Gramm angeboten. Letztere sind oft fast luftdicht wiederverschließbar. Zunehmend sind allerdings auch (undichte) Schmuckdosen mit Aufsteck-/Klappdeckel auf dem Markt, in denen der Tabak in einer versiegelten Schutzfolie verpackt ist. Nach Öffnung dieser Hülle bieten diese Dosen jedoch kaum Schutz gegen Austrocknung und Aromaverflüchtigung. Diese Art der Verpackung ist bei einigen Herstellern besonders für neueingeführte Modetabake verbreitet.
Pfeifentabake kosten in Deutschland vier bis dreizehn Euro je 50 Gramm. Hochwertige Tabake und Sondereditionen (Weihnachts- und Jubiläumstabake) können auf 50 Gramm umgerechnet zwischen acht und 22 Euro kosten. Selbstverständlich sind auch einfache Grobschnitte zum Pfeifenrauchen geeignet. Feinschnitttabake für Zigaretten bedingen die Benutzung spezieller Shagpfeifen, in deren kleinen aber dickwandigen Köpfen durch die höhere Abbrandtemperatur dieses Tabaks Schäden vermieden werden können.

## Gesundheitsaspekte
Das Tabakrauchen ist unbestritten gesundheitsgefährdend, somit ist auch Pfeifenrauchen eine risikobehaftete Variante des Tabakkonsums.
Viele Pfeifenraucher nehmen den Rauch nicht in die Lunge auf, wie das die meisten Zigarettenraucher tun, sondern paffen ihre Pfeife. Unter Pfeifenrauchern werden diejenigen, die auf Lunge rauchen, oft als „unzivilisierte Raucher“ bezeichnet (einige ehemalige Zigarettenraucher tun dies, um damit die aufgenommene Nikotindosis zu erhöhen). Dennoch ist das Pfeifenrauchen, auch wenn der Rauch nicht inhaliert wird, mit gesundheitlichen Risiken verbunden. Dies sind u. a.: Chronische Bronchitis, Lungen-, Kehlkopfkrebs sowie Rachen- oder Mundhöhlenkrebs.
Im Jahr 2004 veröffentlichte die American Cancer Society eine Studie, die über einen Zeitraum von 18 Jahren Daten von knapp 140.000 amerikanischen Männern erfasste, von denen 15.000 Pfeife rauchen oder rauchten. Hierbei wurden im Mittel ca. sechs Pfeifen pro Tag geraucht. Die festgestellten Gesundheitsrisiken waren generell geringer als die des Zigarettenrauchens und ungefähr vergleichbar mit denen des Zigarrenrauchens.
Im Vergleich zu Nichtrauchern war das durchschnittliche Risiko, an Lungenkrebs zu sterben, um den Faktor 5 erhöht, an Kehlkopfkrebs um den Faktor 13, und für Krebserkrankungen im Mund-/Rachenraum um den Faktor 4. Diese Risiken können variieren, abhängig z. B. von der Anzahl der gerauchten Pfeifen pro Tag oder dem Grad des Inhalierens.
Von den 8.880 aktiven Pfeifenrauchern starben im Untersuchungszeitraum 1.883 Personen an einer der 12 untersuchten Erkrankungen (21,2 %). Von den 123.044 Nichtrauchern starben im selben Zeitraum 20.620 an einer der untersuchten Erkrankungen (16,8 %).
Die Studie bestätigte den starken Einfluss von Alkohol auf die Entstehung von Mundhöhlen-, Kehlkopf- und Speiseröhrenkrebs bei Rauchern. Pfeifenraucher, die durchschnittlich weniger als ein alkoholisches Getränk pro Tag tranken, starben ähnlich selten an irgendeiner dieser Krankheiten wie Nichtraucher (Faktor 1,3). Das Risiko stieg jedoch exponentiell bis zum 15-fachen Risiko bei vier oder mehr alkoholischen Getränken pro Tag. Dieses Ergebnis steht im Einklang mit einer älteren Fall-Kontroll-Studie, welche für Pfeifen- oder Zigarrenraucher, die im Schnitt nicht mehr als vier alkoholische Getränke pro Woche konsumierten, keinerlei erhöhtes Erkrankungsrisiko für Mundhöhlenkrebs fand. Auch hier zeigte sich ein exponentieller Anstieg des Erkrankungsrisikos auf das 23-fache bei 30 oder mehr alkoholischen Getränken pro Woche.
Gemäß einer Patienteninformation der Bundesärztekammer und der Deutschen Gesellschaft für Zahn-, Mund- und Kieferheilkunde entstehen bösartige Erkrankungen der Mundschleimhaut (Mundhöhlenkrebs) aus Vorstufen über einen langen Zeitraum von Monaten und manchmal Jahren. Diese Vorstufen sind häufig für den Fachmann (z. B. Zahnarzt) mit dem bloßen Auge erkennbar. Durch eine regelmäßige Untersuchung des Mundes können Vorstufen erkannt und anschließend auch beseitigt werden.
Das Suchtpotenzial von oral aufgenommenem Nikotin ist geringer als das von durch Inhalieren aufgenommenem,
allerdings spielen bei Abhängigkeiten auch psychische Faktoren eine wesentliche Rolle.

## Statistik
Anzahl des im Schnitt jährlich verkauften Pfeifentabaks in Deutschland (in Tonnen):
| Jahr | Pfeifentabak in t |
| ---- | ----------------- |
| 2000 | 909               |
| 2005 | 804               |
| 2010 | 756               |
| 2011 | 915               |
| 2012 | 1.029             |
| 2013 | 1.200             |

Ab dem Jahr 2022 wird in der Statistik zwischen klassischem Pfeifentabak, Wasserpfeifentabak und erhitztem Tabak unterschieden. Demnach entwickelte sich der Verbrauch beim Pfeifentabak mit steigender Tendenz.

## Bekannte Pfeifenraucher
Eine Auflistung bedeutender Persönlichkeiten und literarischer Figuren, die einer breiteren Öffentlichkeit als Pfeifenraucher bekannt waren bzw. sind:
- Millicent Fenwick[22] – US-amerikanische republikanische Politikerin

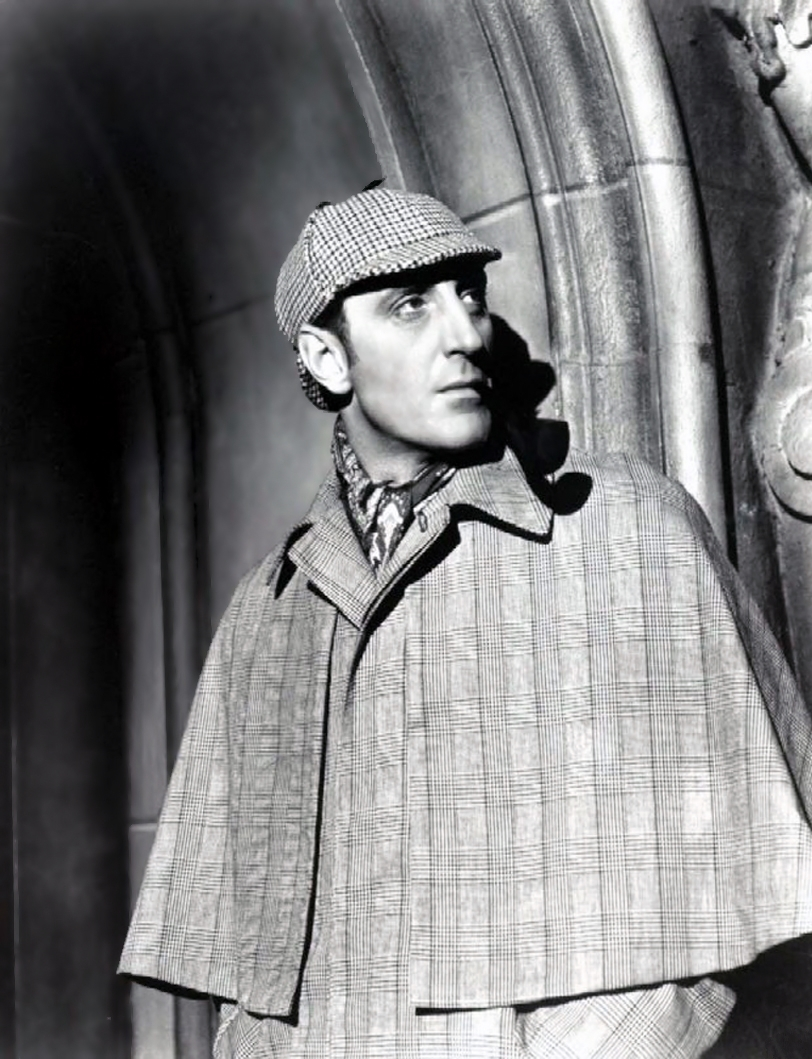
Basil Rathbone

- Jacques Tati – französischer Schauspieler und RegisseurBasil RathboneBasil Rathbone – britischer Sherlock-Holmes-Filmdarsteller 1939–1946
- Heinrich Albertz – deutscher Politiker
- Buzz Aldrin – amerikanischer Astronaut
- Roald Amundsen – norwegischer Entdecker
- Clement Attlee – britischer Premierminister
- Johann Sebastian Bach – deutscher Komponist
- Stanley Baldwin – britischer Premierminister
- Karl Barth – Schweizer Theologe
- Zygmunt Bauman – polnisch-britischer Soziologe und Philosoph
- Eduard VIII. – britischer König
- Enzo Bearzot – italienischer Fußballspieler und -trainer
- Ernst Benda – deutscher Jurist und Politiker
- Hilaire Belloc – britischer Schriftsteller
- Jacques Berndorf alias Michael Preute – deutscher Journalist und Schriftsteller
- Ernst BlochErnst Bloch – deutscher Philosoph

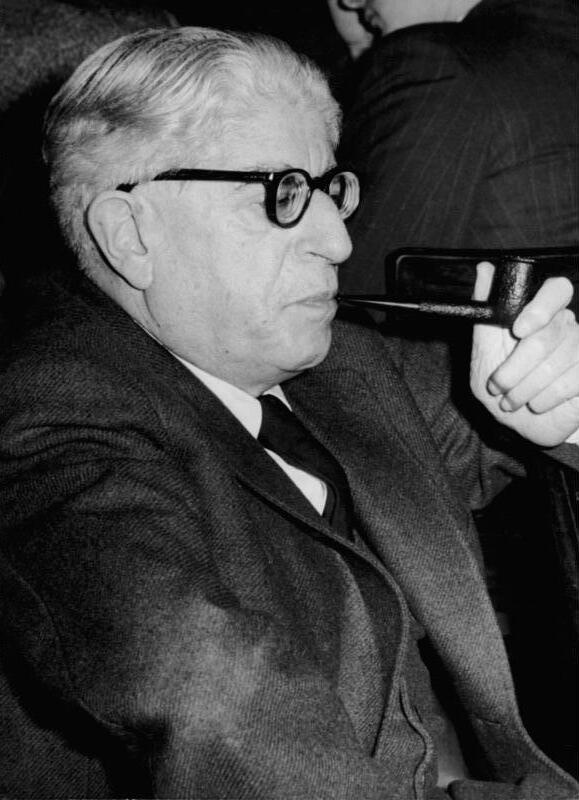
Ernst Bloch

- Christoph Blocher – Schweizer Politiker und Bundesrat
- Norbert Blüm – deutscher Politiker
- Niels Bohr – dänischer Physiker
- Willy Brandt – deutscher Politiker und Bundeskanzler
- Georges Brassens – französischer Chansonnier
- Bill Bryson – amerikanischer Schriftsteller
- Claude Chabrol – französischer Filmregisseur, Drehbuchautor, Filmproduzent und Schauspieler
- Raymond Chandler – amerikanischer Schriftsteller
- Graham Chapman – britischer Schauspieler, Schriftsteller und Mitglied der Komiker-Gruppe Monty Python
- Le Corbusier – Schweizer Architekt, Architekturtheoretiker, Stadtplaner, Maler, Zeichner, Bildhauer und Designer
- Walter Cronkite – US-amerikanischer Fernsehjournalist
- Bing Crosby – US-amerikanischer Schauspieler
- Jacques Derrida – französischer Philosoph
- Milo Dor – österreichischer Schriftsteller serbischer Herkunft und Übersetzer
- Allen Welsh Dulles – US-amerikanischer Direktor der CIA und Mitglied der Warren-Kommission
- Friedrich Dürrenmatt – Schweizer Schriftsteller, Maler und Dramatiker

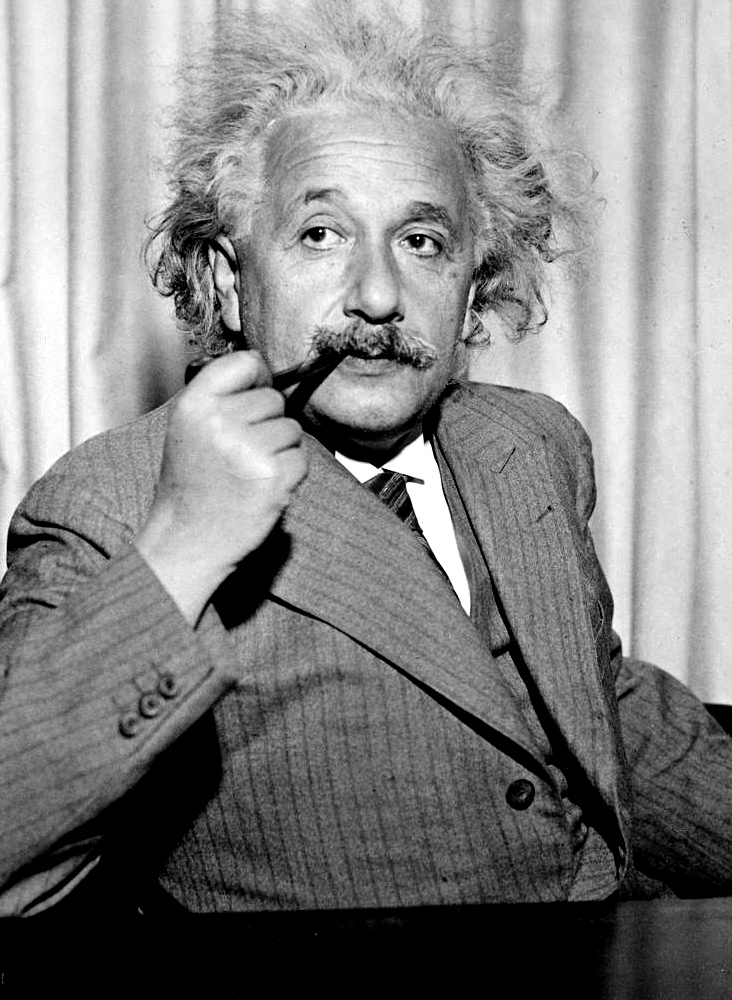
Albert Einstein

- Albert EinsteinAlbert Einstein – deutscher Physiker und Physik-Nobelpreisträger
- Björn Engholm – deutscher Politiker
- William Faulkner – US-amerikanischer Schriftsteller und Literatur-Nobelpreisträger
- Adolf Fehr – Schweizer Maler, Zeichner und Grafiker
- Gerald Ford – ehemaliger US-Präsident
- Egon Friedell – österreichischer Schriftsteller, Philosoph und Kulturhistoriker

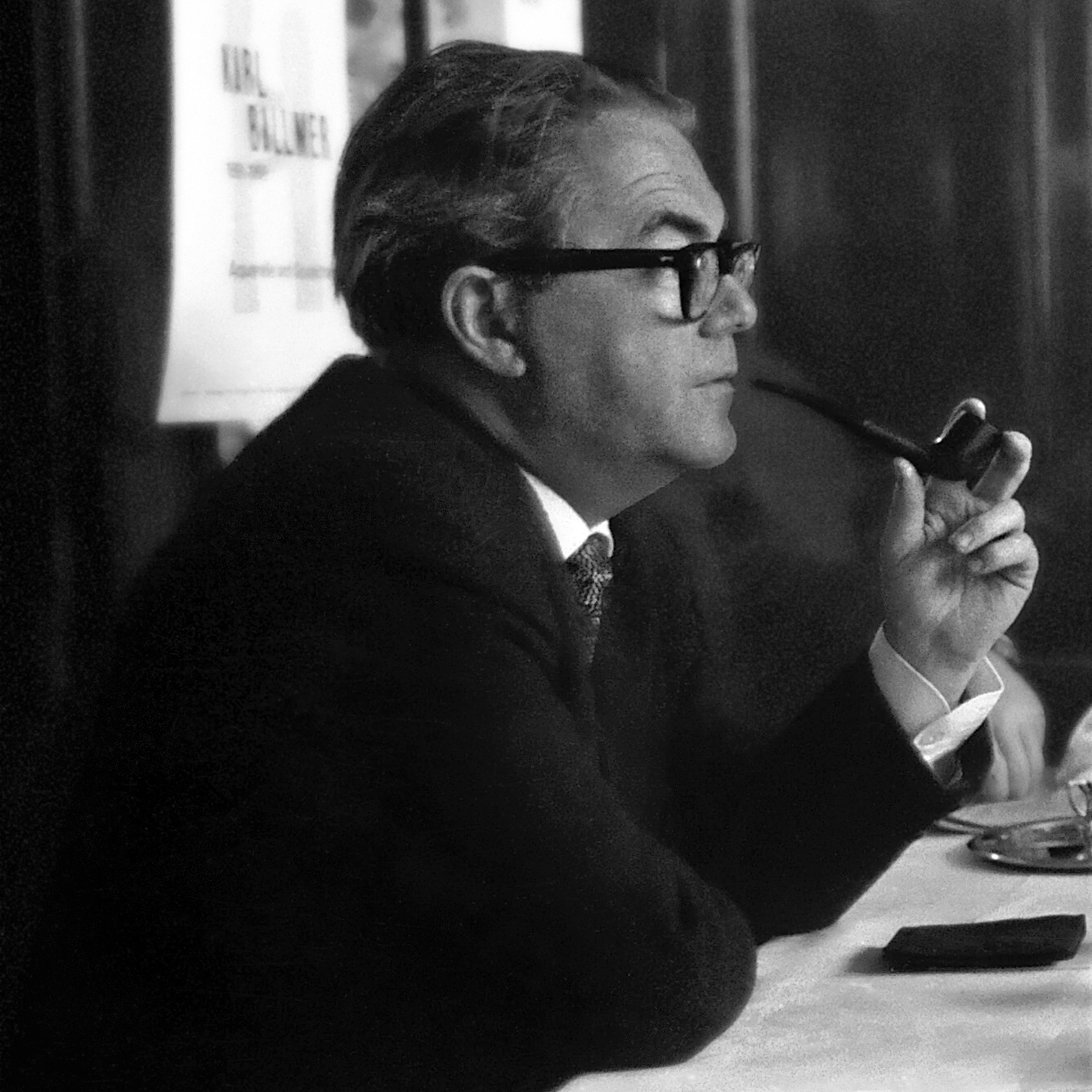
Max Frisch

- Max FrischMax Frisch – Schweizer Schriftsteller
- Stephen Fry – britischer Schauspieler
- Joachim Fuchsberger – deutscher Schauspieler und Entertainer
- James Galway – britischer Flötist
- Bronisław Geremek – polnischer Politiker
- Vincent van Gogh – niederländischer Maler
- Thomas Gottschalk – deutscher Entertainer

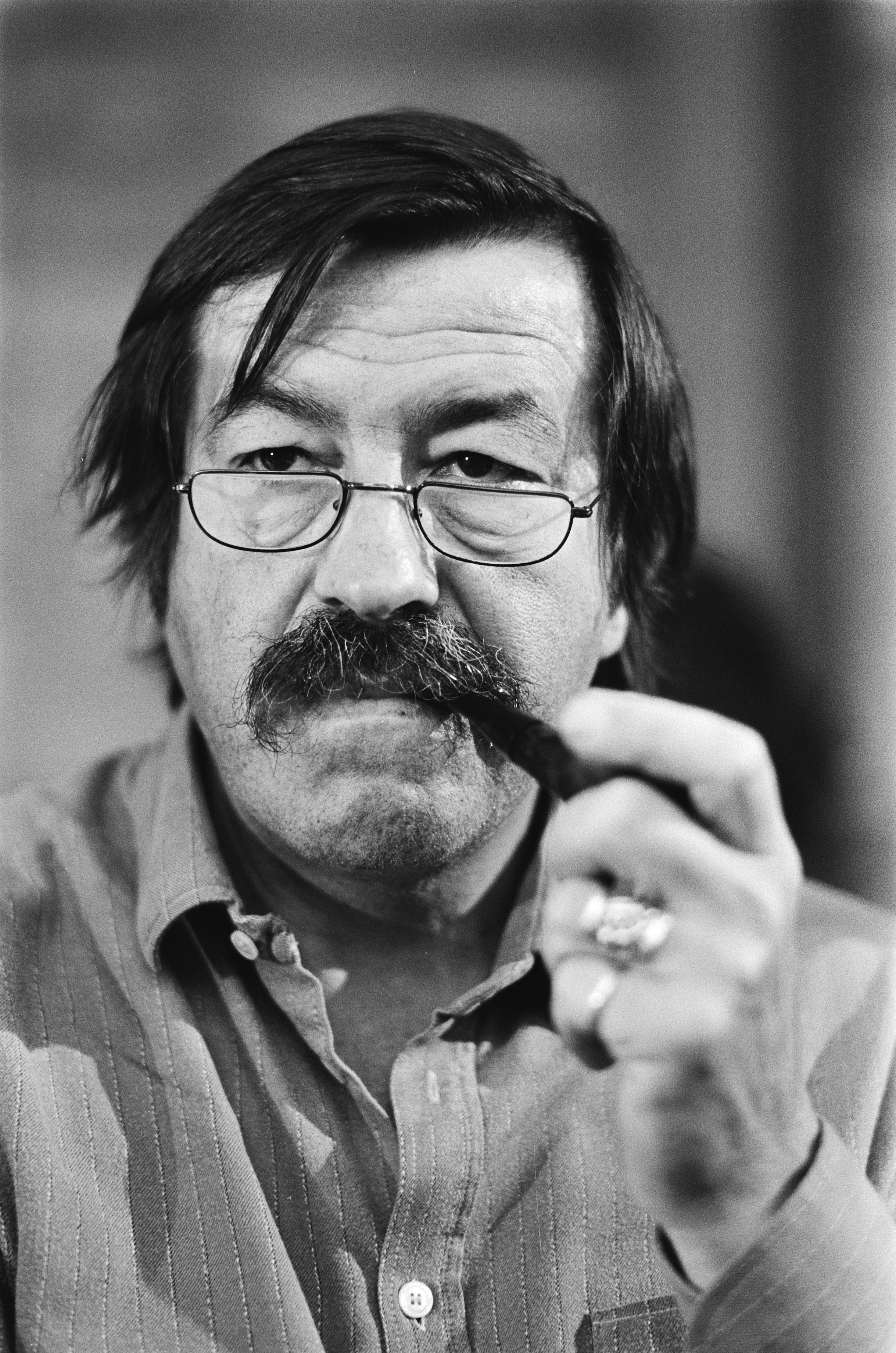
Günter Grass

- Günter GrassGünter Grass – deutscher Schriftsteller und Literatur-Nobelpreisträger
- Ernesto Che Guevara – Revolutionär
- Jörg Haider – österreichischer Politiker
- Mike Hawthorn – britischer Rennfahrer
- Hugh Hefner – US-amerikanischer Verleger
- Ernest Hemingway – US-amerikanischer Schriftsteller und Literatur-Nobelpreisträger
- Robert Hochner – österreichischer Journalist und Fernsehmoderator
- Sherlock Holmes – Romanfigur von Sir Arthur Conan Doyle
- Uwe Johnson – deutscher Schriftsteller
- Carl Gustav Jung – Schweizer Arzt und Seelenforscher, Begründer der Analytischen Psychologie
- Ernst Jünger – deutscher Schriftsteller und Publizist
- Immanuel Kant – deutscher Philosoph
- Paul Klee – deutsch-schweizerischer Maler und Lehrperson des Bauhauses
- Otto Klemperer – deutscher Dirigent und Komponist
- Helmut Kohl – deutscher Politiker und Bundeskanzler
- Norbert Lammert – deutscher Politiker und Bundestagspräsident
- Andrew Bonar Law – britischer Premierminister
- John le Carré – britischer Schriftsteller
- Siegfried Lenz – deutscher Schriftsteller
- Harald Lesch – deutscher Astrophysiker
- Clive Staples Lewis – britischer Schriftsteller
- Horst Lichter – deutscher (Fernseh)koch und Entertainer
- Loriot – deutscher Autor und Schauspieler
- Konrad Lorenz – österreichischer Verhaltensforscher
- Siegfried Lowitz – deutscher Schauspieler
- Sergei Lukjanenko – russischer Schriftsteller
- Douglas MacArthur – US-amerikanischer General im Zweiten Weltkrieg
- Harold Macmillan – britischer Premierminister
- Golo Mann – deutscher Historiker
- Subcomandante Marcos – mexikanischer Guerilla-Kämpfer
- Georg Mautner Markhof – österreichischer Industrieller und Politiker
- Friedrich Merz – deutscher Politiker
- Tobias Moretti – österreichischer Schauspieler
- Kiem Pauli – deutscher Musikant und Volksliedsammler

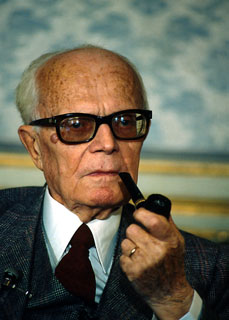
Sandro Pertini

- Sandro PertiniSandro Pertini – italienischer Politiker
- Gert Postel – deutscher Hochstapler
- Wolfgang Rihm – deutscher Komponist
- Julius Röntgen – deutsch-niederländischer Komponist
- Jürgen Roth – deutscher Publizist
- Jürgen Rüttgers – deutscher Politiker
- Bertrand Russell – britischer Mathematiker und Philosoph
- Rüdiger Safranski – deutscher Philosoph
- Ernst von Salomon – deutscher Schriftsteller
- Jean-Paul Sartre – französischer Philosoph und Schriftsteller
- Wolfgang Schäuble – deutscher Politiker
- Helmut Schmidt – deutscher Politiker und Bundeskanzler, bekannter als Raucher von Mentholzigaretten
- Georges Simenon – belgischer Schriftsteller
- Josef Stalin – sowjetischer Diktator
- Otto Stich – Schweizer Politiker und Bundesrat
- Manfred Stolpe – deutscher Politiker
- Peter Struck – deutscher Politiker
- Josip Broz Tito – ehemaliger Präsident der Sozialistischen Föderativen Republik Jugoslawien
- Gerhard Tötschinger – österreichischer Schauspieler, Intendant und Schriftsteller
- J. R. R. Tolkien – britischer Schriftsteller und Philologe

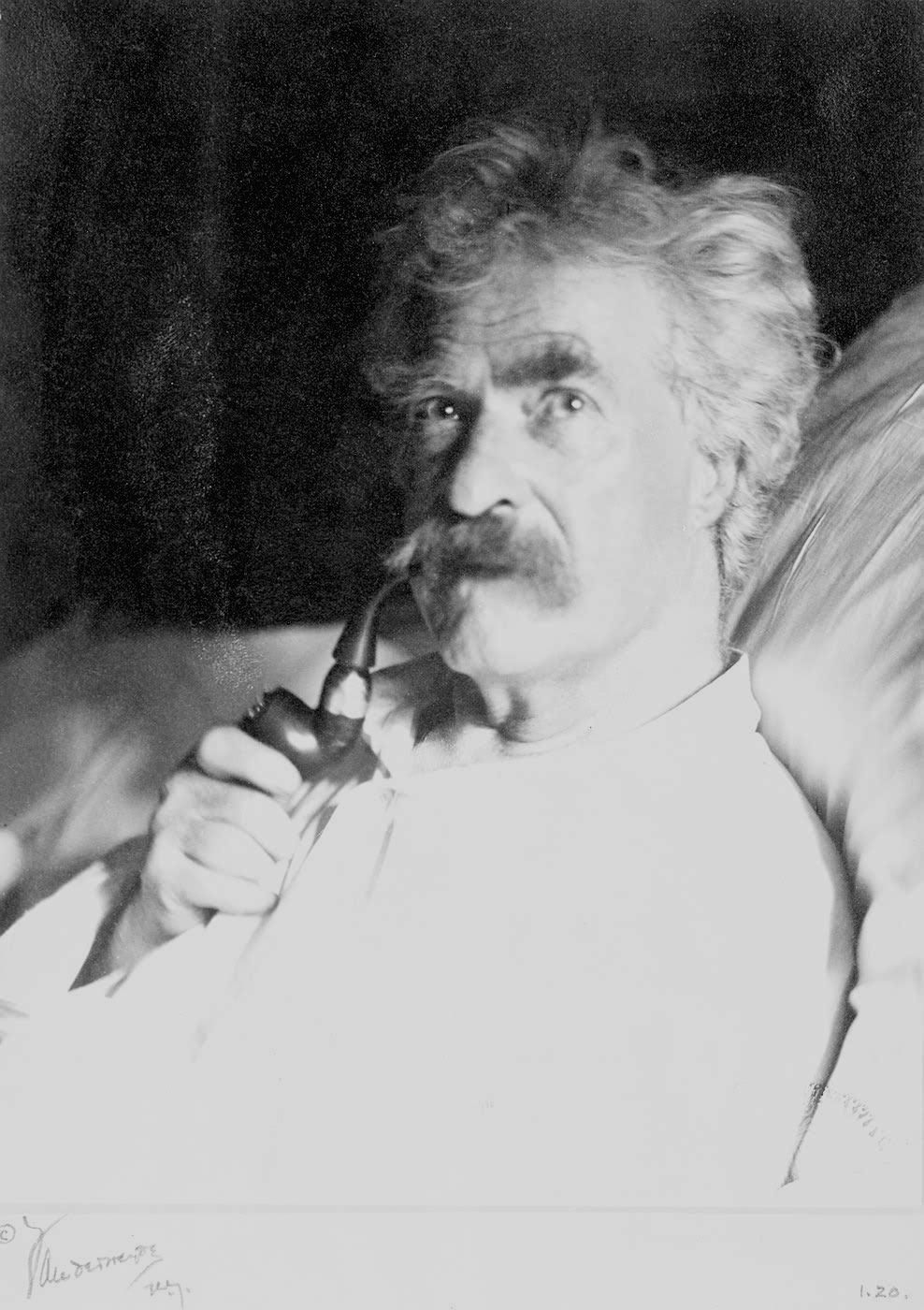
Mark Twain

- Mark TwainMark Twain – US-amerikanischer Schriftsteller
- Lech Wałęsa – polnischer Politiker
- Alfred Wegener – deutscher Meteorologe, Polar- und Geowissenschaftler
- Herbert Wehner – deutscher Politiker und Pfeifensammler
- Harold Wilson – britischer Premierminister
- P. G. Wodehouse – britischer Schriftsteller
- Alfred Worm – österreichischer Journalist, Buchautor und Universitätslehrer

## Die Tabakspfeife in der Kunst

### Malerei

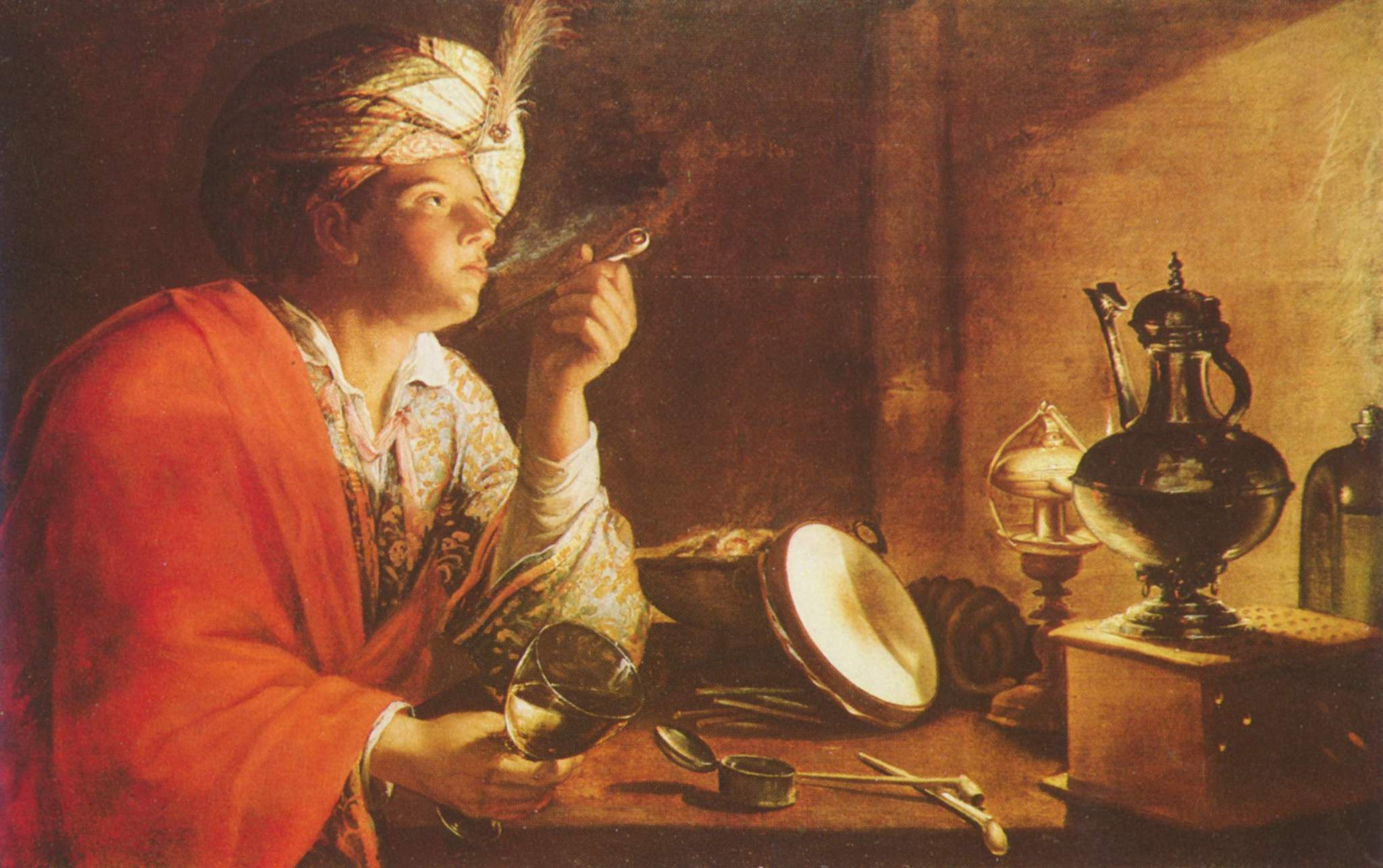
Michel Gobin: Junger Mann mit Pfeife, nach 1681

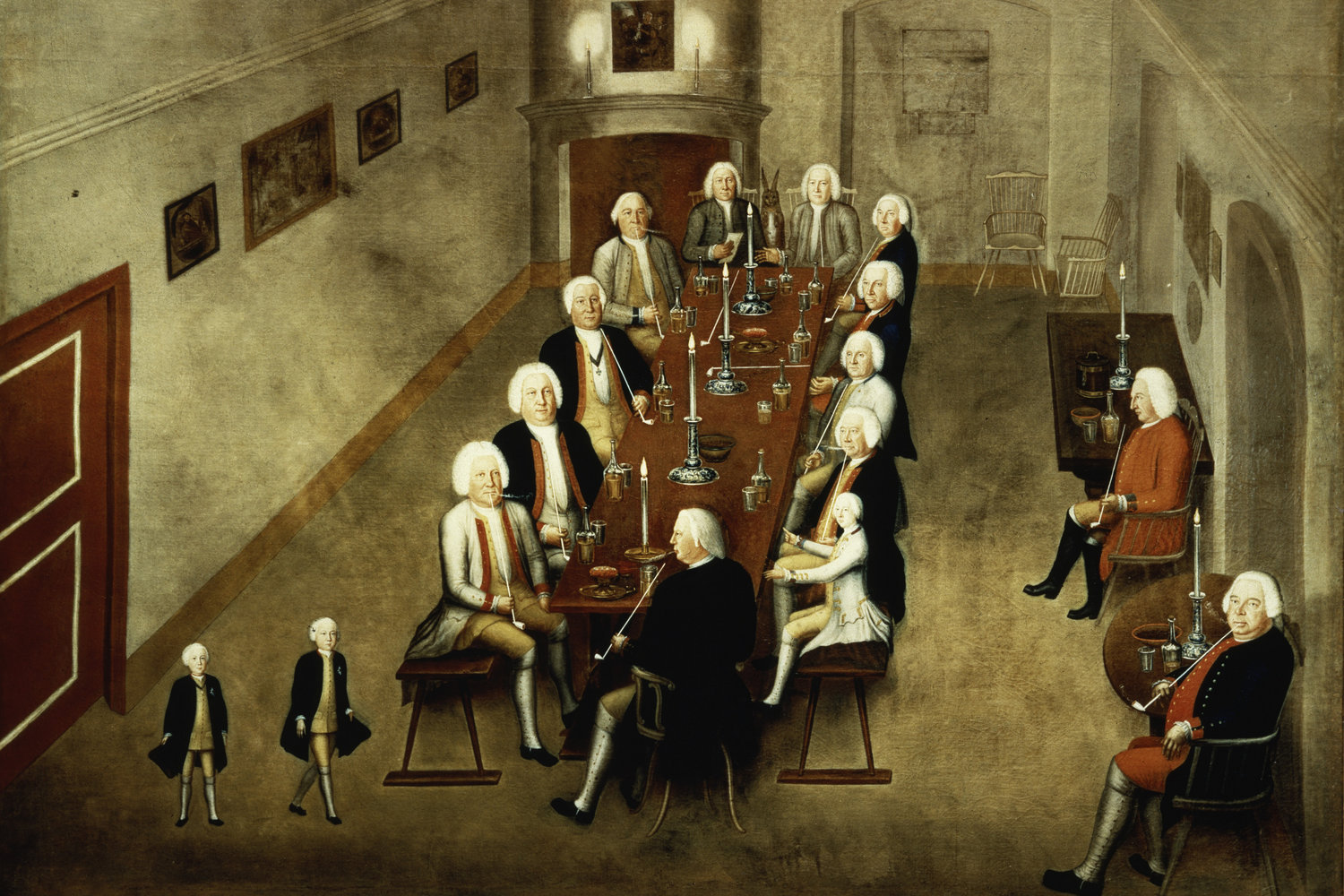
Dismar Degen: Das Tabakskollegium Friedrich Wilhelms I., 1736

Das Pfeifenrauchen war wie andere orientalische Motive in der europäischen Malerei der Neuzeit ein beliebtes Motiv. In der Kunst des Biedermeier taucht die Pfeife als Symbol für Gemütlichkeit auf.
Im Jahr 1905 malte Picasso das Gemälde Junge mit Pfeife; es hat mit der Auktionssumme von 104,2 Millionen US-Dollar den dritthöchsten je erzielten Kaufpreis für ein Bild vorzuweisen. Ein weiteres bekanntes Gemälde einer Tabakspfeife ist das surrealistische Bild La trahison des images von René Magritte (1898–1967) mit der Unterschrift „Ceci n’est pas une pipe“, von dem es verschiedene Versionen gibt. René Magritte äußerte sich zu dem Bild: „Ein Bild ist nicht zu verwechseln mit einer Sache, die man berühren kann. Können Sie meine Pfeife stopfen? Natürlich nicht! Sie ist nur eine Darstellung. Hätte ich auf mein Bild geschrieben, dieses ist eine Pfeife, so hätte ich gelogen. Das Abbild einer Marmeladenschnitte ist ganz gewiss nichts Essbares.“

### Musik
Das Rauchen einer Pfeife wird auch musikalisch umgesetzt. Bekanntestes Beispiel hierfür ist die Geistliche Arie „So oft ich meine Tobackspfeife“ von Johann Sebastian Bach (BWV 515, es findet sich in zwei Fassungen – vokal und instrumental – im 1725er Notenbüchlein für Anna Magdalena Bach). Hierbei wird die Tabakspfeife zum Andachtsgegenstand und das Rauchen selber zur theologischen Meditation.
Ein weiteres Beispiel entstammt der dritten Tracht des „Ohren-vergnügende[n] und Gemüth-ergötzende[n] Tafel-Confect“ (Augsburger Tafelkonfekt, 1739) von Valentin Rathgeber, das ein Streitgespräch zwischen einem „Schmaucher“ und einem „Schnupfer“ über die „sozialverträglichere“ und „bessere“ Seite des Tabakkonsums vertont.